# Квантовая теория поля
Ква́нтовая тео́рия по́ля (КТП) — раздел физики, изучающий поведение квантовых систем с бесконечно большим числом степеней свободы — квантовых полей; является теоретической основой описания микрочастиц, их взаимодействий и превращений. На языке КТП основываются физика высоких энергий и физика элементарных частиц, её математический аппарат используется в физике конденсированного состояния. КТП в виде Стандартной модели в настоящее время является единственной экспериментально подтверждённой теорией, способной описывать и предсказывать результаты экспериментов при достижимых в современных ускорителях высоких энергиях.
Квантовая теория поля — результат работы нескольких поколений физиков на протяжении большей части XX века. Её развитие началось в 1920-х годах с описания взаимодействий между светом и электронами, что привело к появлению первой КТП — квантовой электродинамики. Вскоре обнаружилось первое серьёзное теоретическое препятствие для построения более строгой теории, связанное с появлением и сохранением различных бесконечностей при вычислении рядов теории возмущений. Эта проблема нашла решение только в 50-х годах XX века после изобретения процедуры перенормировки. Вторым серьёзным препятствием стала очевидная неспособность КТП описать слабые и сильные взаимодействия, до такой степени, что некоторые теоретики призывали отказаться от теоретико-полевого подхода. Развитие калибровочной теории в 70-х годах XX века привело к возрождению КТП в виде Стандартной модели элементарных частиц.
Математический аппарат КТП строится на основе прямого произведения гильбертовых пространств состояний (пространство Фока) квантового поля и действующих в нём операторов. В отличие от квантовой механики, где исследуют свойства волновой функции «микрочастиц» как неких неуничтожимых объектов, в КТП основными объектами исследования являются квантовые поля и их элементарные возбуждения, а главную роль играет аппарат вторичного квантования с операторами рождения и уничтожения частиц, действующими в пространстве состояний Фока. Аналогом квантовомеханической волновой функции в КТП является полевой оператор, способный действовать на вакуумный вектор фоковского пространства и порождать одночастичные возбуждения квантового поля. Физическим наблюдаемым величинам здесь также соответствуют операторы, составленные из полевых операторов.

## История
Основное уравнение квантовой механики — уравнение Шрёдингера — является релятивистски неинвариантным, что видно из несимметричного вхождения времени и пространственных координат в уравнение. Оно соответствует классической связи кинетической энергии и импульса частицы {\displaystyle E=p^{2}/2m}. Релятивистское соотношение между энергией и импульсом имеет вид {\displaystyle E^{2}=p^{2}c^{2}+m^{2}c^{4}}. Предполагая, что оператор импульса в релятивистском случае такой же, как и в нерелятивистской области, и, используя эту формулу для построения релятивистского гамильтониана по аналогии, в 1926 году было предложено релятивистски инвариантное уравнение для свободной частицы с нулевым спином (уравнение Клейна — Гордона — Фока). Однако проблема предложенного уравнения заключается в том, что волновую функцию здесь сложно интерпретировать как амплитуду вероятности, потому что плотность вероятности не будет положительно определённой величиной во всём пространстве, что связано с наличием второй производной по времени.
Несколько иной подход был реализован в 1928 году П. Дираком, который пытался получить дифференциальное уравнение первого порядка, где обеспечено равноправие временной координаты и пространственных координат. Поскольку оператор импульса пропорционален первой производной по координатам, то гамильтониан Дирака должен быть линейным по оператору импульса. С учётом того же релятивистского соотношения энергии и импульса на квадрат этого оператора налагаются ограничения. Соответственно и линейные «коэффициенты» также должны удовлетворять определённому ограничению, а именно их квадраты должны быть равны единице и быть взаимно антикоммутативны. Таким образом, они точно не могут быть числами, но могут быть матрицами, причём размерности не менее 4, а волновая функция — четырёхкомпонентным объектом, получившим название биспинора. В результате было получено уравнение Дирака, в котором участвуют 4-матрицы Дирака и четырёхкомпонентная волновая функция. Формально уравнение Дирака записывается в виде, аналогичном уравнению Шрёдингера с гамильтонианом Дирака. Однако это уравнение, как и уравнение Клейна — Гордона, имеет решения с отрицательными энергиями. Данное обстоятельство явилось причиной для предсказания существования античастиц, что позже подтвердилось в эксперименте (открытие позитрона). Наличие античастиц есть следствие релятивистского соотношения между энергией и импульсом.
Релятивистские уравнения Клейна — Гордона и Дирака рассматриваются в КТП как уравнения для операторных полевых функций. Соответственно вводится в рассмотрение «новое» гильбертово пространство состояний системы квантовых полей, на которые действуют полевые операторы. Иногда эту процедуру квантования полей называют «вторичным квантованием».

### Теоретические основы
В основе квантовой теории поля лежат классическая теория поля, квантовая механика и специальная теория относительности (СТО).
В основе самой ранней успешной классической теории поля лежал закон всемирного тяготения Ньютона, несмотря на полное отсутствие концепции полей в его трактате 1687 года Philosophiæ Naturalis Principia Mathematica. Описанная И. Ньютоном сила тяжести представляет собой «действие на расстоянии», и её влияние на далёкие объекты происходит мгновенно, независимо от расстояния. Однако в переписке с Р. Бентли И. Ньютон заявлял, что «немыслимо, чтобы неодушевлённая грубая материя без посредничества чего-то ещё, что не является материальным, действовала бы на другую материю и влияла на неё без взаимного контакта». Только в XVIII веке физики-теоретики открыли удобное описание гравитации на основе полей — числовую величину (вектор), присвоенную каждой точке пространства, указывающую действие гравитации на любую пробную частицу в этой точке. Однако это считалось просто математическим трюком.
Понятие о полях обрело более формальное описание с развитием электромагнетизма в XIX веке. М. Фарадей ввёл термин «поле» (англ. field) в 1845 году. Он представил поле как обладающее физическими эффектами свойство пространства (даже если оно лишено материи). Фарадей выступал против «действия на расстоянии» (дальнодействия) и предполагал, что взаимодействия между объектами происходят через заполняющие пространство «силовые линии». Это описание полей сохранилось по сей день.
Теория классического электромагнетизма приобрела завершённую форму в 1864 году в виде уравнений Максвелла, которые описывали взаимосвязь между электрическим полем, магнитным полем, электрическим током и электрическим зарядом. Уравнения Максвелла подразумевали существование электромагнитных волн — явления, при котором электрические и магнитные поля распространяются из одной точки пространства в другую с конечной скоростью света. Таким образом, действие на расстоянии было окончательно опровергнуто. В теории Максвелла все взаимодействия передавались через эфир — среду с необычными механическими свойствами. Многочисленные экспериментальные проверки не подтвердили никаких движений среды, что послужило причиной отказа от этой идеи, — для объяснения эффектов специальной теории относительности оказалось достаточно пустоты. Однако в современной теории пустота — это вакуум, который, по словам А. Мигдала, можно было назвать эфиром, если бы не путаница со старым понятием.
Несмотря на успех электродинамики, она не смогла объяснить ни дискретных линий в атомных спектрах, ни распределение излучения чёрного тела на разных длинах волн. Исследование М. Планком излучения абсолютно чёрного тела положило начало квантовой механике. Он рассматривал атомы, которые поглощают и излучают электромагнитное излучение, как крошечные осцилляторы, энергия которых может принимать только серию дискретных, а не непрерывных значений. Сегодня они известны как квантовые гармонические осцилляторы. Этот процесс ограничения энергии дискретными значениями называется квантованием. Основываясь на этой идее, А. Эйнштейн в 1905 году предложил объяснение фотоэффекта, согласно которому свет состоит из отдельных пакетов энергии, называемых фотонами. Это означало, что электромагнитное излучение, описываемое в виде волн в классическом электромагнитном поле, также существует в форме частиц.
В том же году, когда была опубликована статья о фотоэффекте, Эйнштейн опубликовал свою специальную теорию относительности, пересекающуюся с электродинамикой Максвелла. Новые правила, называемые преобразованиями Лоренца, описывали изменение временных и пространственных координат событий при изменении скорости наблюдателя, и различие между временем и пространством оказалось размыто. Эйнштейн предположил, что все физические законы должны быть одинаковыми для движущихся при различных скоростях наблюдателей, то есть, что физические законы инвариантны относительно преобразований Лоренца.
В 1913 году Н. Бор представил модель атомной структуры, в которой электроны внутри атомов могут принимать только серию дискретных, а не непрерывных энергий. Это ещё один пример квантования. Модель Бора успешно объяснила дискретную природу спектральных линий атомов. В 1924 году Л. де Бройль выдвинул гипотезу дуальности волна-частица, согласно которой микроскопические частицы проявляют как волнообразные, так и частицеподобные свойства при различных обстоятельствах. Объединив эти различные идеи, между 1925 и 1926 годами была сформулирована новая научная теория: квантовая механика. Существенный вклад в новую теорию внесли М. Планк, Л. де Бройль, В. Гейзенберг, М. Борн, Э. Шрёдингер, П. Дирак и В. Паули.
С экспериментальной точки зрения, уравнение Шрёдингера, лежащее в основании квантовой механики, могло объяснить вынужденное излучение атомов, когда электрон испускает новый фотон под действием внешнего электромагнитного поля, но оно не могло объяснить спонтанное излучение, при котором энергия электрона спонтанно уменьшается и происходит излучение фотона даже без действия внешнего электромагнитного поля. Теоретически уравнение Шредингера не могло описывать фотоны и оказалось несовместимо с принципами СТО — оно рассматривает время как обычный числовой параметр, одновременно представляя пространственные координаты линейными операторами.

### Квантовая электродинамика
КТП началась с изучения электромагнитных взаимодействий, поскольку электромагнитное поле было единственным известным классическим полем в 1920-х годах.
Благодаря работам М. Борна, В. Гейзенберга и П. Йордана в 1925—1926 годах была разработана квантовая теория, описывающая свободное (не взаимодействующее с материей) электромагнитное поле, используя каноническое квантование и рассматривая электромагнитное поле как набор бесконечного числа квантовых гармонических осцилляторов. Однако такая теория, не учитывавшая взаимодействия, была не в состоянии сделать количественные предсказания о реальном мире.
В своей основополагающей статье 1927 года «Квантовая теория испускания и поглощения излучения» П. Дирак ввёл термин квантовая электродинамика (КЭД) — теория, в которой к условиям, описывающим свободное электромагнитное поле, добавляется дополнительный член взаимодействия между плотностью электрического тока и электромагнитным векторным потенциалом. Используя теорию возмущений первого порядка, он успешно объяснил явление спонтанного излучения. Согласно принципу неопределённости, квантовые гармонические осцилляторы не могут оставаться неподвижными, но они обладают ненулевым минимумом энергии и всегда должны колебаться, даже в состоянии с самой низкой энергией (в основном состоянии). Следовательно, даже в идеальном вакууме остаётся колеблющееся электромагнитное поле с нулевой энергией. Именно такие квантовые флуктуации электромагнитных полей в вакууме «стимулируют» спонтанное излучение электронов в атомах. Теория Дирака оказалась чрезвычайно успешной в объяснении как испускания, так и поглощения излучения атомами. Применяя теорию возмущений второго порядка, он смог учесть рассеяние фотонов и объяснил другие квантовые эффекты, такие как резонансная флуоресценция и нерелятивистское комптоновское рассеяние. Тем не менее применение теории возмущений в более высоких порядках столкнулось с бесконечностями при вычислениях.
В 1927 году Ф. Хунд (при расчётах основного состояния двухъямного потенциала) и независимо от него Л. Мандельштам и М. Леонтович впервые выявили «туннельный эффект». В 1928 году Г. Гамовым (который знал об результатах Л. Мандельштама и М. Леонтовича) и американскими учёными Р. Гёрни и Э. Ко́ндоном при разработке теории альфа-распада были получены первые формулы эффекта туннелирования. Применив идею о квантово-механическом проникновении волновой функции альфа-частицы через кулоновский барьер, Гамову удалось показать, что частицы даже с не очень большой энергией могут с определённой вероятностью вылетать из ядра.
В 1928 году П. Дирак записал волновое уравнение, описывающее релятивистские электроны, — уравнение Дирака. Оно имело важные следствия: спин электрона равен 1/2 (в единицах приведённой постоянной Планка ħ); g-фактор электрона равен 2. Это привело к правильной формуле Зоммерфельда для тонкой структуры атома водорода; и уравнение Дирака можно использовать для вывода формулы Клейна — Нисины, описывающей релятивистское комптоновское рассеяние. Несмотря на то, что результаты находились в согласии с теорией, оставались и нерешённые вопросы — в частности, в теории предполагалось существование состояний с отрицательной энергией, которые могли бы сделать атомы нестабильными, поскольку они, в этом случае, всегда могли распадаться на состояния с более низкой энергией с излучением.
В то время преобладало мнение, что мир состоит из двух очень разных ингредиентов: материальных частиц (таких как электроны) и квантовых полей (таких как фотоны). Материальные частицы считались вечными, а их физическое состояние описывалось вероятностями нахождения каждой частицы в любой заданной области пространства или диапазоне скоростей. С другой стороны, фотоны считались просто возбуждёнными состояниями лежащего в основе квантованного электромагнитного поля и могли свободно рождаться или уничтожаться. Между 1928 и 1930 годами П. Йордан, Ю. Вигнер, В. Гейзенберг, В. Паули и Э. Ферми обнаружили, что материальные частицы также можно рассматривать как возбуждённые состояния квантовых полей. Как фотоны являются возбуждёнными состояниями квантованного электромагнитного поля, так и каждому типу частиц соответствует своё квантовое поле: электронное поле, протонное поле и так далее. Имея достаточно энергии, теперь можно было бы создавать материальные частицы. Основываясь на этой идее, Э. Ферми в 1932 году предложил объяснение бета-распада, известное как взаимодействие Ферми. Ядра атомов не содержат электронов сами по себе, но в процессе распада электрон создаётся из окружающего электронного поля, аналогично рождённому из окружающего электромагнитного поля фотону при излучении возбуждённого атома.
В 1930 году Д. Иваненко с В. Амбарцумяном высказали гипотезу рождения массивных и элементарных частиц в процессе их взаимодействия (включая рождение электрона при бета-распаде), что исключало господствовавшую до этого теорию их спонтанного рождения и легло в основу КТП и теории элементарных частиц. Тогда же П. Дирак и другие поняли, что состояния с отрицательной энергией, появляющиеся из решений уравнения Дирака, можно интерпретировать как частицы с той же массой, что и электроны, но с противоположным электрическим зарядом. Это не только обеспечило стабильность атомов, но и стало первым предсказанием существования антивещества. Позитроны были обнаружены в 1932 году К. Андерсоном в космических лучах. При наличии достаточного количества энергии, например, путём поглощения фотона, можно создать электрон-позитронную пару, процесс, называемый рождением пары; обратный процесс, аннигиляция, также может происходить с испусканием фотона. Это показало, что количество частиц не обязательно остаётся фиксированным во время взаимодействия. При квантовании полей Дирака с учётом запрета Паули не возникает проблем с отрицательными энергиями из-за симметричного описания электронов и позитронов, как показал В. Гейзенберг в 1934 году. Поэтому КТП естественным образом включает античастицы в свой формализм, и уравнения Дирака и Клейна — Гордона следует понимать как уравнения для полевых операторов, действующих на вектор состояний квантовых полей, которые удовлетворяют уравнению Шрёдингера.

### Бесконечности и перенормировка
Р. Оппенгеймер показал в 1934 году, что пертурбативные (то есть, основанные на теории возмущений) вычисления в более высоких порядках КЭД всегда приводят к бесконечным величинам, например для собственно-энергетической части электрона и нулевой энергии вакуума для электронного и фотонного полей. Это означало, что существующие вычислительные методы не могли должным образом справиться с взаимодействиями, в которых принимали участие фотоны с чрезвычайно высокими импульсами. Проблема нашла решение 20 лет спустя, когда был разработан системный подход к устранению таких бесконечностей. Между 1934 и 1938 годами Э. Штюкельберг опубликовал серию статей, в которых была представлена релятивистски инвариантная формулировка КТП. В 1947 году Штюкельберг также независимо разработал полную процедуру перенормировки для устранения расходимостей. Однако в то время эти достижения не были поняты и признаны теоретическим сообществом.
В 1947 году У. Лэмб и Р. Ризерфорд измерили малую разницу в энергетических уровнях 2S1/2 и 2P1/2 атома водорода, также названную лэмбовским сдвигом. Пренебрегая вкладом фотонов, энергия которых превышает массу электрона, Г. Бете успешно оценил численное значение этой разницы. Впоследствии Н. Кролл, У. Лэмб, Дж. Френч и В. Вайскопф использовали другой метод для вывода, в котором бесконечности взаимно сокращались и получалась конечная величина. Однако этот метод был громоздким и ненадёжным, и его нельзя было обобщить на другие вычисления.
Прорыв в конечном итоге произошёл примерно в 1950 году, когда Дж. Швингер, Р. Фейнман, Ф. Дайсон и С. Томонага разработали более приемлемый метод устранения бесконечностей. Его основная идея состоит в замене вычисленных значений массы и заряда электрона, какими бы бесконечными они ни были, их конечными экспериментальными значениями. Эта систематическая вычислительная процедура известна как перенормировка и может применяться к произвольному порядку в теории возмущений. С. Томонага так описал это в своей Нобелевской лекции:

Поскольку эти части модифицированной массы и заряда из-за полевых вкладов [становятся бесконечными], их невозможно вычислить с помощью теории. Однако масса и заряд, наблюдаемые в экспериментах, являются не исходной массой и зарядом, а массой и зарядом, изменёнными полевыми вкладами, и они конечны. С другой стороны, масса и заряд, фигурирующие в теории, являются… значениями, модифицированными полевыми вкладами. Поскольку это так, и, в частности, поскольку теория не может вычислить модифицированные массу и заряд, мы можем принять процедуру феноменологической подстановки их экспериментальных значений… Эта процедура называется перенормировкой массы и заряда … После долгих и кропотливых вычислений, менее искусных, чем у Швингера, мы получили результат … который согласуется с американцами.
Оригинальный текст (англ.)Since those parts of the modified mass and charge due to field reactions [become infinite], it is impossible to calculate them by the theory. However, the mass and charge observed in experiments are not the original mass and charge but the mass and charge as modified by field reactions, and they are finite. On the other hand, the mass and charge appearing in the theory are… the values modified by field reactions. Since this is so, and particularly since the theory is unable to calculate the modified mass and charge, we may adopt the procedure of substituting experimental values for them phenomenologically... This procedure is called the renormalization of mass and charge… After long, laborious calculations, less skillful than Schwinger's, we obtained a result... which was in agreement with [the] Americans.

С применением процедуры перенормировки были окончательно проведены расчёты, объясняющие аномальный магнитный момент электрона (отклонение g-фактора электрона от 2) и поляризацию вакуума. Эти результаты в значительной степени совпадали с экспериментальными измерениями, что ознаменовало конец «войны с бесконечностями».
В то же время Р. Фейнман ввёл в обиход формулировку квантовой теории через интегралы по траекториям и диаграммы Фейнмана. Последние используются для визуализации вычислений в теории возмущений. Каждую диаграмму можно интерпретировать как пути частиц и их взаимодействия, причём каждой вершине и линии ставится в соответствие определённое математическое выражение, а произведение этих выражений даёт амплитуду рассеяния процесса, представленного диаграммой.
Именно с изобретением процедуры перенормировки и диаграммной техники Фейнмана КТП получила законченную теоретическую основу. Многие теоретики после 1949 года из-за успеха КЭД полагали, что КТП вскоре сможет объяснить все микроскопические явления, а не только взаимодействия между элементарными частицами КЭД. Вопреки этому оптимизму, КТП вступила в очередной период депрессии, который длился почти два десятилетия.
Первым препятствием оказалась ограниченная применимость процедуры перенормировки. В вычислениях теории возмущений в КЭД все бесконечные величины можно исключить путём переопределения небольшого числа физических величин (массы и заряда электрона). Ф. Дайсон доказал в 1949 году, что это возможно только для «перенормируемых теорий», примером которых является КЭД. Однако большинство теорий, включая теорию слабого взаимодействия Ферми, неперенормируемы.
Вторая серьёзная проблема возникает из ограниченной применимости метода диаграмм Фейнмана. Для сходимости рядов необходимо, чтобы константа связи была достаточно малым числом. Константа связи в КЭД — это постоянная тонкой структуры α ≈ 1/137, величина которой позволяет не учитывать диаграммы Фейнмана высоких порядков, т.к. они вносят ничтожно малый вклад в решение. Напротив, константа связи при сильном взаимодействии примерно равна единице, что делает сложные диаграммы Фейнмана более высокого порядка столь же важными, как и простые. Таким образом, не оказалось возможности получить надёжные количественные предсказания в задачах с сильным взаимодействием при использовании теории возмущений.
Столкнувшись с этими бесконечностями, Дж. Уилер и В. Гейзенберг предложили в 1937 и 1943 годах соответственно заменить проблематичную КТП так называемой теорией S-матриц. Поскольку конкретные детали микроскопических взаимодействий недоступны для наблюдений, теория должна пытаться описать только отношения между небольшим количеством наблюдаемых (например, энергией атома) во взаимодействии, а не заниматься микроскопическими деталями взаимодействия. В 1945 году Р. Фейнман и Дж. Уилер смело предложили полностью отказаться от КТП и предложили действие на расстоянии в качестве механизма взаимодействия частиц. В то время КТП использовалась эвристически как руководящий принцип, но не как основа для количественных расчётов.

### Стандартная модель
В 1954 году Я. Чжэньнин и Р. Миллс обобщили локальную калибровочную симметрию КЭД, что привело к созданию неабелевых калибровочных теорий (теорий Янга — Миллса), основанных на более сложных локальных группах симметрии. В КЭД электрически заряженные частицы взаимодействуют посредством обмена фотонами, тогда как в неабелевой калибровочной теории частицы, несущие новый тип «заряда», взаимодействуют посредством обмена безмассовыми калибровочными бозонами. В отличие от фотонов, эти калибровочные бозоны сами несут заряд.
В 1960 году Ш. Глэшоу разработал неабелеву калибровочную теорию, объединившую электромагнитное и слабое взаимодействия. В 1964 году А. Салам и Дж. Уорд пришли к той же теории другим путём, но их теория была неперенормируемой. П. Хиггс, Р. Браут, Ф. Энглер, Дж. Гуральник, К. Хаген и Т. Киббл в своих знаменитых статьях в Physical Review Letters предложили, что калибровочная симметрия в теориях Янга — Миллса нарушается с помощью механизма, называемого спонтанным нарушением симметрии, благодаря которому калибровочные бозоны могут приобретать массу. Объединив более раннюю теорию Глэшоу, Салама и Уорда с идеей спонтанного нарушения симметрии, С. Вайнберг и независимо А. Салам в 1967 году создали теорию, описывающую электрослабые взаимодействия между всеми лептонами и влияние бозона Хиггса. Его теория была вначале проигнорирована, пока интерес к ней не вернул в 1971 году Г. Хофт, который доказал перенормируемость неабелевых калибровочных теорий. Для включения кварков теорию электрослабого взаимодействия С. Вайнберга и А. Салама обобщили Ш. Глэшоу, И. Илиопулос и Л. Майани в 1970 году, что ознаменовало завершение её построения. Г. т’Хоофт и М. Велтман развили технику размерной регуляризации для расчёта перенормируемых диаграмм. Эти результаты привели к завершению построения теории возмущений для унитарной матрицы рассеяния в теориях с калибровочными полями.
Х. Фрич, М. Гелл-Манн и Г. Лойтвилер в 1971 году обнаружили, что некоторые явления, связанные с сильным взаимодействием, также могут быть объяснены в рамках неабелевой калибровочной теории. Так появилась квантовая хромодинамика (КХД). В 1973 году Д. Гросс, Ф. Вильчек и Х. Политцер показали, что неабелевы калибровочные теории асимптотически свободны, когда при перенормировке константа связи сильного взаимодействия уменьшается с увеличением энергии взаимодействия. Подобные открытия были сделаны несколько раз в прошлом, но они оказались незамеченными. Таким образом, по крайней мере, при высоких энергиях, константа связи в КХД становится достаточно малой, чтобы гарантировать применимость разложения в ряд теории возмущений, что приводит к возможности получения количественных оценок для сильного взаимодействия. Переносчиками взаимодействия между кварками служат восемь квантов калибровочного поля, которые были названы глюонами.
Эти теоретические открытия привели к возрождению интереса к КТП. Полная теория, включающая теорию электрослабого взаимодействия и хромодинамику, сегодня называется Стандартной моделью элементарных частиц. Стандартная модель успешно описывает все фундаментальные взаимодействия, кроме гравитации, а её многочисленные предсказания получили точное экспериментальное подтверждение в последующие десятилетия. Существование бозона Хиггса, который занимает центральное место в механизме спонтанного нарушения симметрии, было окончательно подтверждено в 2012 году экспериментами в ЦЕРНе, подводя итог полной проверке всех составляющих Стандартной модели.

### Прочие разработки
В 1970-х годах появились разработки непертурбативных методов в неабелевых калибровочных теориях. Монополь 'т Хоофта — Полякова был открыт теоретически Г. 'т Хоофтом и А. Поляковым, трубки потока — Х. Нильсеном и П. Олесеном, инстантоны — Поляковым и соавторами. Исследование этих объектов недоступно с помощью теории возмущений.
Суперсимметрия также появилась в то же время. Первая суперсимметричная КТП в четырёх измерениях была построена Ю. Гольфандом и Е. Лихтманом в 1970 году, но их результат не вызвал широкого интереса из-за «железного занавеса». Суперсимметрия получила широкое распространение в теоретическом сообществе только после работы Ю. Весса и Б. Зумино в 1973 году.
Среди четырёх фундаментальных взаимодействий гравитация остаётся единственным, которому не хватает последовательного описания в рамках КТП. Хотя гравитон можно рассматривать как ещё одну элементарную частицу, но гравитация остаётся неперенормируемой теорией. Различные попытки создания теории квантовой гравитации привели к развитию теории струн, которая сама относится к типу двумерной КТП с конформной симметрией. Дж. Шерк и Дж. Шварц впервые предложили в 1974 году, что теория струн может быть квантовой теорией гравитации.

### Физика конденсированного состояния
Хотя КТП возникла в результате изучения взаимодействий между элементарными частицами, то есть используется для расстояний много меньших атомарных, она успешно применяется к другим физическим системам, особенно к многочастичным системам в физике конденсированного состояния. Исторически механизм спонтанного нарушения симметрии Хиггса был результатом применения Й. Намбу теории сверхпроводников к элементарным частицам, в то время как концепция перенормировки возникла благодаря исследованиям фазовых переходов второго рода в веществе.
Вскоре после введения фотонов А. Эйнштейн выполнил процедуру квантования колебаний в кристалле, что привело к появлению первой квазичастицы в твёрдом теле — фонона. Л. Ландау утверждал, что низкоэнергетические возбуждения во многих системах конденсированной материи можно описывать в терминах взаимодействий между набором квазичастиц. Диаграммный метод КТП Фейнмана естественным образом подошёл для анализа различных явлений в конденсированных средах. Калибровочная теория используется для описания квантования магнитного потока в сверхпроводниках, удельного сопротивления в квантовом эффекте Холла, а также связи между частотой и напряжением при нестационарном эффекте Джозефсона для переменного тока.

## Классический формализм теории поля

### Лагранжев формализм
Классическое поле является функцией пространственных и временных координат. Примеры включают гравитационное поле в ньютоновской гравитации g(x, t), электрическое поле E(x, t) и магнитное поле B(x, t) в классической электродинамике. Классическое поле можно рассматривать как числовую величину, приписываемую каждой точке пространства, которая изменяется во времени. Следовательно, оно имеет бесконечно много степеней свободы.
В лагранжевой механике функция Лагранжа L является функцией времени и динамических переменных системы и записывается в виде суммы по всем материальным точкам системы. В случае непрерывной системы, каковым является поле — центральное понятие теории, сумма заменяется пространственным интегралом от плотности функции Лагранжа — лагранжевой плотности {\displaystyle {\mathcal {L}}}
{\displaystyle L(t)=L(x^{0})=\int {\mathcal {L}}(x^{0},\mathbf {x} )d^{3}\mathbf {x} \,,}
где жирным шрифтом выделены пространственные компоненты 4-вектора координат, а нулевая компонента — время. Поэтому в теории поля лагранжианом называют обычно лагранжеву плотность. Действие {\displaystyle S} по определению есть интеграл по времени от лагранжиана
{\displaystyle S=\int dtL(t)=\int dx^{0}d^{3}\mathbf {x} {\mathcal {L}}(x^{0},\mathbf {x} )=\int d^{4}x{\mathcal {L}}(x)\,,}
то есть действие в теории поля есть четырёхмерный интеграл от лагранжевой плотности по четырёхмерному пространству-времени.
Поле описывается полевой функцией {\displaystyle \psi (x)} (выступает в качестве динамической переменной), которое может быть вещественной или комплексной скалярной (псевдоскалярной), векторной, спинорной или иной функцией. В теории поля предполагается, что лагранжиан зависит только от динамических переменных — от полевой функции и её производных, то есть отсутствует явная зависимость от координат, наличие которой нарушало бы релятивистскую инвариантность. Локальность теории требует, чтобы лагранжиан содержал конечное количество производных и не содержал, например, интегральных зависимостей. Более того, чтобы получить дифференциальные уравнения не выше второго порядка (в целях соответствия классической механике), предполагается, что лагранжиан зависит только от полевой функции и её первых производных ({\displaystyle \partial _{\nu }{\psi }(x))={\frac {\partial }{\partial x^{\nu }}}\psi (x)}),
{\displaystyle {\mathcal {L}}(x)={\mathcal {L}}(\psi (x),\partial _{\nu }{\psi }(x)\,.}
Принцип наименьшего действия (принцип Гамильтона) означает, что реальное изменение состояния системы происходит таким образом, чтобы действие было стационарным (вариация действия равна нулю). Этот принцип позволяет получить полевые уравнения движения — уравнения Эйлера — Лагранжа:
{\displaystyle {\frac {\partial }{\partial x^{\nu }}}\left({\frac {\partial {\mathcal {L}}}{\partial (\partial _{\nu }\psi )}}\right)={\frac {\partial {\mathcal {L}}}{\partial \psi }}\,.}
Поскольку физические свойства системы определяются действием, в котором лагранжиан является подынтегральным выражением, то данному лагранжиану соответствует единственное действие, но не наоборот. А именно, лагранжианы, отличающиеся друг от друга полной 4-дивергенцией некоторого 4-вектора {\displaystyle {\mathcal {L}}'(x)={\mathcal {L}}(x)+\partial _{\nu }f^{\nu }(x)}, физически эквивалентны.

#### Лагранжиан системы полей
Лагранжиан системы невзаимодействующих (свободных) полей есть просто сумма лагранжианов отдельных полей. Уравнения движения для системы свободных полей — это совокупность уравнений движения отдельных полей. Взаимодействие полей учитывается в лагранжиане добавлением дополнительных нелинейных слагаемых. Таким образом, полный лагранжиан системы взаимодействующих полей является суммой свободного лагранжиана {\displaystyle {\mathcal {L}}_{0}} и лагранжиана взаимодействия {\displaystyle {\mathcal {L_{I}}}}:
{\displaystyle {\mathcal {L}}={\mathcal {L}}_{0}+{\mathcal {L_{I}}}\,.}
Введение лагранжиана взаимодействия приводит к неоднородности и нелинейности уравнений движения. Лагранжианы взаимодействия обычно являются полиномиальными функциями участвующих полей (степени не ниже третьей), умноженными на некоторую числовую константу — так называемую константу связи. Лагранжиан взаимодействия может быть пропорционален третьей или четвёртой степени самой полевой функции, или произведению различных полевых функций.

### Гамильтонов формализм
От лагранжева формализма можно перейти к гамильтоновому по аналогии с лагранжевой и гамильтоновой механикой. Полевая функция {\displaystyle \psi (t,\mathbf {x} )} здесь выступает в качестве обобщённой (канонической) координаты. Соответственно необходимо определить также и обобщённую (каноническую) плотность импульса {\displaystyle \pi (t,\mathbf {x} )}, сопряжённую этой координате согласно стандартной формуле (точка над функцией обозначает частную производную по времени):
{\displaystyle \pi (t,\mathbf {x} )={\frac {{\partial }{\mathcal {L}}(\psi ,{\dot {\psi }})}{{\partial }{\dot {\psi }}(t,\mathbf {x} )}}\,.}
Тогда плотность гамильтониана поля равна по определению
{\displaystyle {\mathcal {H}}=\pi {\dot {\psi }}-{\mathcal {L}}\,.}
Уравнения движения в гамильтоновом подходе имеют вид:
{\displaystyle {\dot {\psi }}={\frac {\partial {\mathcal {H}}}{\partial \pi }},\qquad {\dot {\pi }}=-{\frac {\partial {\mathcal {H}}}{\partial \psi }}\,.}
Динамика любых величин {\displaystyle F(\psi ,\pi )} в рамках гамильтонова формализма подчиняется следующему уравнению:
{\displaystyle {\dot {F}}=\{F,{\mathcal {H}}\}\,,}
где фигурными скобками обозначена скобка Пуассона. При этом для самих функций {\displaystyle \psi } и {\displaystyle \pi } выполнено следующее:
{\displaystyle \{\psi (\mathbf {x} ,t),\pi (\mathbf {y} ,t)\}=1,\qquad \{\psi (\mathbf {x} ,t),\psi (\mathbf {y} ,t)\}=\{\pi (\mathbf {x} ,t),\pi (\mathbf {y} ,t)\}=0\,.}
Соотношения с участием скобок Пуассона обычно и являются основой для квантования полей, когда полевые функции заменяются соответствующими операторами, а скобки Пуассона — на коммутатор операторов.

## Симметрии в квантовой теории поля

### Определение и виды симметрий
Симметриями в квантовой теории поля называются преобразования координат и (или) полевых функций, относительно которых инвариантны уравнения движения, а значит, инвариантно действие. Сами преобразования при этом образуют группу. Симметрии называются глобальными, если соответствующие преобразования не зависят от 4-координат. В противном случае говорят о локальных симметриях. Симметрии могут быть дискретными или непрерывными. В последнем случае группа преобразований является непрерывной (топологической), то есть в группе задана топология, относительно которой групповые операции непрерывны. В квантовой теории поля однако обычно используется более узкий класс групп — группы Ли, в которых введена не только топология, но и структура дифференцируемого многообразия. Элементы таких групп можно представить как дифференцируемые (голоморфные или аналитические) функции конечного числа параметров. Группы преобразований обычно рассматриваются в некотором представлении — элементам групп соответствуют операторные (матричные) функции параметров.

### Дискретные симметрии. CPT-теорема
Наиболее важное значение имеют следующие виды преобразований:
- C — зарядовое сопряжение — замена полевых функций на сопряжённые или замена частиц на античастицы.
- P — чётность — изменение знаков пространственных компонент на противоположный.
- T — обращение времени — изменение знака временной компоненты.

Доказано, что в локальной квантовой теории поля имеет место {\displaystyle CPT}-симметрия, то есть инвариантность относительно одновременного применения этих трёх преобразований.

### Непрерывные симметрии. Теорема Нётер
Согласно теореме Нётер инвариантность функционала действия относительно {\displaystyle s}-параметрической группы преобразований приводит к {\displaystyle s} динамическим инвариантам поля, то есть к законам сохранения. А именно, пусть преобразование координат осуществляется с помощью функций {\displaystyle F^{\mu }(x,\omega )}, а полевой функции — с помощью функции {\displaystyle U(x,\omega )}, где {\displaystyle {\omega }} — совокупность {\displaystyle s} параметров. Обозначим {\displaystyle u_{k}} значение производной функции {\displaystyle U} по {\displaystyle k}-му параметру при нулевом значении параметров, а через {\displaystyle f_{k}^{\mu }} — значения производных функций {\displaystyle F^{\mu }(x,\omega )} по {\displaystyle k}-му параметру при нулевом значении параметров. Указанные величины по существу являются генераторами соответствующих групп преобразований.
Тогда нётеровские токи, определённые как
{\displaystyle J_{k}^{\mu }={\frac {\partial {\mathcal {L}}}{\partial (\partial _{\mu }\psi )}}(\partial _{\nu }\psi f_{k}^{\nu }-u_{k})-f_{k}^{\mu }{\mathcal {L}}}
обладают свойством {\displaystyle \partial _{\mu }J_{k}^{\mu }=0}. Сохраняющимися во времени величинами («нётеровскими зарядами») являются пространственные интегралы от нулевой компоненты токов
{\displaystyle C_{k}=\int J_{k}^{0}d^{3}\mathbf {x} \,.}
Фундаментальной симметрией, присущей всем квантово-полевым теориям, является релятивистская инвариантность — инвариантность относительно неоднородной группы Лоренца (группы Пуанкаре), то есть относительно пространственно-временных трансляций и лоренцевых вращений. Ещё одной глобальной симметрией для комплексных полей является глобальная калибровочная симметрия — симметрия относительно однопараметрической группы {\displaystyle U(1)} — группы умножений на {\displaystyle e^{i\alpha }}. Она связана с требованием вещественности лагранжиана и наблюдаемых физических величин, что приводит к зависимости от комплексных полей только через квадратичные формы, представляющие собой произведения взаимно комплексно-сопряжённых функций и их производных. Поэтому умножение на унитарный фазовый множитель {\displaystyle e^{i\alpha }} не приводит к каким-либо изменениям.
Ниже в таблице приведены общие выражения для нётеровских токов и зарядов для основных глобальных симметрий и соответствующих законов сохранения.
| Симметрия                                               | Нётеровские токи | Нётеровские заряды и законы сохранения |
| ------------------------------------------------------- | --- | --- |
| Пространственно-временные трансляции                    | Тензор энергии-импульса: {\displaystyle T_{\nu }^{\mu }={\frac {\partial {\mathcal {L}}}{\partial (\partial _{\mu }\psi )}}\partial _{\nu }\psi -{\delta }_{\nu }^{\mu }{\mathcal {L}}}. В частности {\displaystyle {\mathcal {H}}=T_{0}^{0}={\frac {\partial {\mathcal {L}}}{\partial (\partial _{0}\psi )}}\partial _{0}\psi -{\mathcal {L}}} — гамильтониан (плотность) поля. | Закон сохранения 4-импульса: {\displaystyle P^{\nu }=\int T^{0\nu }d^{3}\mathbf {x} }, в частности энергии (гамильтониана) {\displaystyle H=P^{0}}                                |
| Лоренцевы вращения                                      | Тензор (полного) момента {\displaystyle M^{\tau (\rho \sigma )}=M_{0}^{\tau (\rho \sigma )}+S^{\tau (\rho \sigma )}}, где {\displaystyle M_{0}^{\tau (\rho \sigma )}=x^{\sigma }T^{\rho \tau }-x^{\rho }T^{\sigma \tau }} — тензор орбитального момента, {\displaystyle S^{\tau (\rho \sigma )}=-{\frac {\partial {\mathcal {L}}}{\partial (\partial _{\tau }\psi _{i})}}A_{i}^{j(\rho \sigma )}\psi _{j}} — тензор спинового момента (спина), где {\displaystyle A_{i}^{j(\rho \sigma )}} — параметры преобразования полевых функций при лоренцевых вращениях. Для скалярных полей {\displaystyle S^{\tau (\rho \sigma )}=0} | Закон сохранения полного момента {\displaystyle M^{\rho \sigma }=M_{0}^{\rho \sigma }+S^{\rho \sigma }} — пространственного интеграла от {\displaystyle M^{0(\rho \sigma )}}      |
| Глобальная калибровочная симметрия {\displaystyle U(1)} | 4-вектор заряженного тока: {\displaystyle J^{\mu }=i\left({\frac {\partial {\mathcal {L}}}{\partial (\partial _{\mu }\psi ^{*})}}\psi ^{*}-{\frac {\partial {\mathcal {L}}}{\partial (\partial _{\mu }\psi )}}\psi \right)}. Для вещественных полей равен нулю. | Закон сохранения заряда (электрический заряд, барионный заряд, странность, очарование и т. д.): {\displaystyle Q=\int J^{0}d^{3}\mathbf {x} }. Для вещественных полей равен нулю. |

### Основные характеристики базовых полей
Ниже в таблице приведены описание и основные характеристики простейших полей, являющихся базовыми при построении реальных квантово-полевых теорий — скалярные, векторные и спинорные поля.
| Характеристика                                                       | Скалярное поле | Векторное поле | Спинорное поле |
| -------------------------------------------------------------------- | --- | --- | --- |
| Полевая функция                                                      | {\displaystyle \phi (x)=\phi _{1}(x)+i\phi _{2}(x)} — в общем случае комплексная функция. {\displaystyle \phi ^{*}(x)} — комплексно-сопряжённая функция. Если {\displaystyle \phi ^{*}(x)=\phi (x)} (то есть {\displaystyle \phi _{2}(x)=0}), то имеем вещественное скалярное поле {\displaystyle \phi _{1}(x)} (переобозначив её просто как {\displaystyle \phi (x)}) | {\displaystyle A^{\mu }(x)} — векторная функция (4-вектор), в общем случае с комплексными компонентами (заряженное векторное поле). Вещественное (нейтральное) векторное поле получается из условия равенства {\displaystyle A_{\mu }^{*}=A_{\mu }} (комплексное поле приравнивается тогда к вещественному, делённому на {\displaystyle {\sqrt {2}}})             | {\displaystyle \psi (x)} — четырёхкомпонентная функция (биспинор)-столбец, {\displaystyle {\bar {\psi }}=\psi ^{*}\gamma ^{0}} — дираковски сопряжённая четырёхкомпонентная функция-строка, {\displaystyle \gamma ^{\mu }} — матрицы Дирака |
| Характер описываемых частиц                                          | Частица со спином 0. Для вещественного поля — нейтральная, для комплексного — заряженная. | Частицы со спином 1 (проекции {\displaystyle 0,\pm 1}), заряженные или нейтральные | Заряженные частицы со спином 1/2 ({\displaystyle \pm 1/2}) |
| Лагранжиан {\displaystyle ({\mathcal {L}})}                          | {\displaystyle \partial _{\mu }\phi ^{*}\partial ^{\mu }\phi -m^{2}\phi ^{*}\phi ={\mathcal {L}}(\phi _{1})+{\mathcal {L}}(\phi _{2})}, где {\displaystyle {\mathcal {L}}(\phi )=\partial _{\mu }\phi \partial ^{\mu }\phi -m^{2}\phi ^{2}} — лагранжиан для вещественного поля {\displaystyle \phi }                                                                  | {\displaystyle -{\frac {1}{2}}F_{\mu \nu }^{*}F^{\mu \nu }+m^{2}A_{\mu }^{*}A^{\mu }}, где {\displaystyle F_{\mu \nu }=\partial _{\mu }A_{\nu }-\partial _{\nu }A_{\mu }} Для вещественного поля {\displaystyle -{\frac {1}{4}}F_{\mu \nu }F^{\mu \nu }+{\frac {1}{2}}m^{2}A_{\mu }A^{\mu }}                                                                      | {\displaystyle {\bar {\psi }}(i\gamma ^{\mu }\partial _{\mu }-m)\psi } |
| Уравнения движения Эйлера — Лагранжа                                 | {\displaystyle (\partial _{\mu }\partial ^{\mu }-m^{2})\phi =0} (уравнение Клейна — Гордона — верно и для сопряжённой функции) | {\displaystyle -(\partial _{\nu }\partial ^{\nu }+m^{2})A^{\mu }+\partial ^{\mu }\partial _{\nu }A^{\nu }=0} (Уравнение Прока) Дифференцирование по {\displaystyle x^{\mu }} приводит (если {\displaystyle m\neq 0}) к {\displaystyle \partial _{\nu }A^{\nu }=0\,.} С этим условием (Лоренца) {\displaystyle (\partial _{\nu }\partial ^{\nu }+m^{2})A^{\mu }=0} | {\displaystyle (i\gamma ^{\mu }\partial _{\mu }-m)\psi =0} — уравнение Дирака |
| Тензор энергии-импульса {\displaystyle (T^{\mu \nu })\,}             | {\displaystyle \partial ^{\mu }\phi ^{*}\partial ^{\nu }\phi +\partial ^{\nu }\phi ^{*}\partial ^{\mu }\phi -g^{\mu \nu }{\mathcal {L}}} | {\displaystyle F_{*}^{\mu \sigma }\partial ^{\nu }A_{\sigma }+\partial ^{\nu }A_{\sigma }^{*}F^{\mu \sigma }-g^{\mu \nu }{\mathcal {L}}} | {\displaystyle {\frac {1}{2}}({\bar {\psi }}\gamma ^{\mu }\partial ^{\nu }\psi -\partial ^{\nu }{\bar {\psi }}\gamma ^{\mu }\psi )} |
| Гамильтониан {\displaystyle ({\mathcal {H}}=T^{00})}                 | {\displaystyle {\mathcal {H}}=\pi ^{*}\pi +\nabla \phi ^{*}\nabla \phi +m^{2}\phi ^{*}\phi \,,} где {\displaystyle \pi ={\dot {\phi }}\,,} для вещественного поля — {\displaystyle {\mathcal {H}}=\pi ^{2}+(\nabla \phi )^{2}+m^{2}\phi ^{2}} | | {\displaystyle {\mathcal {H}}={\frac {i}{2}}(\psi ^{*}{\dot {\psi }}-{\dot {\psi }}^{*}\psi )} |
| 4-вектор тока {\displaystyle (J^{\mu })} и заряд {\displaystyle (Q)} | {\displaystyle J^{\mu }=i(\phi ^{*}\partial ^{\mu }\phi -(\partial ^{\mu }\phi ^{*})\phi )}, {\displaystyle Q=\int d^{3}\mathbf {x} (\phi ^{*}{\dot {\phi }}-\phi {\dot {\phi }}^{*})} для вещественного поля равны нулю | {\displaystyle i(A_{\nu }^{*}F^{\mu \nu }-F_{*}^{\mu \nu }A_{\nu })} | {\displaystyle J^{\mu }={\bar {\psi }}\gamma ^{\mu }\psi \,,} {\displaystyle Q=\int d^{3}\mathbf {x} (\psi ^{*}\psi )} |
| Спин-тензор {\displaystyle (S^{\tau (\mu \nu )})}                    | 0 | {\displaystyle A_{*}^{\mu }F^{\nu \tau }-F_{*}^{\mu \tau }A^{\nu }+F_{*}^{\nu \tau }A^{\mu }-A_{*}^{\nu }F^{\mu \tau }} | {\displaystyle {\frac {1}{4}}{\bar {\psi }}(\gamma ^{\tau }\sigma ^{\mu \nu }+\sigma ^{\mu \nu }\gamma ^{\tau })\psi \,,} где {\displaystyle \sigma ^{\mu \nu }={\frac {1}{2i}}(\gamma ^{\mu }\gamma ^{\nu }-\gamma ^{\nu }\gamma ^{\mu })} |

### Локальные симметрии и калибровочные поля
Локальные преобразования можно определить как умножение полевой функции на некоторую функцию, зависящую от 4-координат. Например, локальные преобразования группы {\displaystyle U(1)} — фазовое преобразование, зависящее от конкретной пространственно-временной точки, то есть умножение на {\displaystyle e^{i\alpha (x)}}. Как отмечалось выше, все комплексные поля симметричны относительно аналогичных глобальных преобразований. Однако они часто неинвариантны относительно локальных преобразований. В частности, описанные выше скалярные и спинорные поля неинвариантны относительно локальных калибровочных преобразований. Причина этого — неинвариантность относительно такого преобразования обычной производной. Если ввести дополнительное поле {\displaystyle A_{\mu }} и заменить производную в лагранжиане на так называемую калибровочно-ковариантную производную (e — калибровочный параметр, который равен электрическому заряду в КЭД)
{\displaystyle D_{\mu }=\partial _{\mu }-ieA_{\mu }\,,}
то полученный лагранжиан будет инвариантен относительно локальных калибровочных преобразований. Однако полученный таким образом лагранжиан будет по сути содержать взаимодействие двух полей — исходного и калибровочного {\displaystyle A_{\mu }}. По общему правилу в таком случае необходимо ввести в общий лагранжиан также слагаемое, отвечающее за лагранжиан свободного калибровочного поля. Этот лагранжиан тоже должен быть калибровочно инвариантен и выбирается как лагранжиан свободного безмассового векторного поля {\displaystyle -{\frac {1}{4}}F_{\mu \nu }F^{\mu \nu }}. В итоге, например, для спинорного поля получаем лагранжиан квантовой электродинамики (КЭД):
{\displaystyle {\mathcal {L}}_{QED}={\bar {\psi }}(i\gamma ^{\mu }D_{\mu }-m)\psi -{\frac {1}{4}}F_{\mu \nu }F^{\mu \nu }={\bar {\psi }}(i\gamma ^{\mu }\partial _{\mu }-m)\psi +e{\bar {\psi }}\gamma ^{\mu }A_{\mu }\psi -{\frac {1}{4}}F_{\mu \nu }F^{\mu \nu },}
то есть данный лагранжиан включает в себя лагранжианы свободного спинорного поля Дирака и калибровочного (электромагнитного) поля, а также лагранжиан взаимодействия этих полей. Если следующее преобразование полей выполняется в каждой точке пространства-времени x (локальное преобразование), то лагранжиан КЭД остаётся неизменным или инвариантным:
{\displaystyle \psi (x)\to e^{i\alpha (x)}\psi (x),\quad A_{\mu }(x)\to A_{\mu }(x)+ie^{-1}e^{-i\alpha (x)}\partial _{\mu }e^{i\alpha (x)},}
где α(x) — любая функция координат пространства-времени. Если лагранжиан теории (или, точнее, действие) инвариантен относительно некоторого локального преобразования, то это преобразование называется калибровочной симметрией теории. Калибровочные симметрии образуют группу в каждой точке пространства — времени. В случае КЭД последовательное применение двух различных преобразований локальной симметрии {\displaystyle e^{i\alpha (x)}} и {\displaystyle e^{i\alpha '(x)}} — это ещё одно преобразование симметрии {\displaystyle e^{i[\alpha (x)+\alpha '(x)]}}. Для любого α(x), {\displaystyle e^{i\alpha (x)}} — элемент группы U(1), поэтому говорят, что КЭД обладает калибровочной симметрией U(1).
Аналогичным образом можно написать калибровочно инвариантный лагранжиан комплексного скалярного поля — лагранжиан скалярной КЭД:
{\displaystyle {\mathcal {L}}_{SQED}=(D_{\mu }\phi )^{*}D^{\mu }\phi -{\frac {1}{4}}F_{\mu \nu }F^{\mu \nu }\,.}
U(1) — абелева группа. КТП можно построить для неабелевых групп, которые называют неабелевыми калибровочными теориями. Квантовая хромодинамика — неабелева калибровочная теория с SU(3) группой симметрии. Она описывает дираковкие поля ψi, i = 1,2,3, которые представляют кварковые поля, и векторные поля Aa,μ, a = 1,...,8 — глюонные поля, которые являются SU(3) калибровочными бозонами. Лагранжиан КХД имеет вид:
{\displaystyle {\mathcal {L}}=i{\bar {\psi }}^{i}\gamma ^{\mu }(D_{\mu })^{ij}\psi ^{j}-{\frac {1}{4}}F_{\mu \nu }^{a}F^{a,\mu \nu }-m{\bar {\psi }}^{i}\psi ^{i}\,,}
где Dμ — калибровочная ковариантная производная (в случае с U(1) был один генератор, равный единице):
{\displaystyle D_{\mu }=\partial _{\mu }-igA_{\mu }^{a}t^{a}\,,}
где g — константа связи, ta — восемь генераторов группы SU(3) в фундаментальном представлении (матриц 3×3),
{\displaystyle F_{\mu \nu }^{a}=\partial _{\mu }A_{\nu }^{a}-\partial _{\nu }A_{\mu }^{a}+gf^{abc}A_{\mu }^{b}A_{\nu }^{c}\,,}
fabc — структурные константы SU(3). По повторяющимся индексам происходит неявное суммирование согласно обозначениям Эйнштейна. Этот лагранжиан инвариантен относительно преобразования:
{\displaystyle \psi ^{i}(x)\to U^{ij}(x)\psi ^{j}(x),\quad A_{\mu }^{a}(x)t^{a}\to U(x)\left[A_{\mu }^{a}(x)t^{a}+ig^{-1}\partial _{\mu }\right]U^{\dagger }(x)\,,}
где U(x) — элемент SU(3) в каждой точке пространства-времени x:
{\displaystyle U(x)=e^{i\alpha (x)^{a}t^{a}}\,.}
Указанный подход можно обобщить на случай других локальных групп симметрии.
Предыдущее обсуждение симметрий происходит на языке лагранжиана. Другими словами, это «классические» симметрии. После квантования некоторые теории больше не будут демонстрировать свою классическую симметрию — явление, называемое аномалией. Например, в формулировке интеграла по траекториям, несмотря на инвариантность плотности лагранжиана {\displaystyle {\mathcal {L}}[\phi ,\partial _{\mu }\phi ]}, при некотором локальном преобразовании полей мера {\displaystyle \int {\mathcal {D}}\phi } интеграла по траекториям может измениться. Для теории, описывающей природу, чтобы быть последовательным, она не должна содержать каких либо аномалий в калибровочной симметрии. Стандартная модель элементарных частиц — это калибровочная теория, основанная на группе SU(3) × SU(2) × U(1), в которой все аномалии точно сокращаются.
Теоретический фундамент общей теории относительности, принцип эквивалентности, также можно понимать как форму калибровочной симметрии, преобразуя общую теорию относительности в калибровочную теорию, основанную на группе Лоренца.
Теорема Нётер утверждает, что каждая непрерывная симметрия, то есть параметр в преобразовании симметрии, являющийся непрерывным, а не дискретным, приводит к соответствующему закону сохранения. Например, U(1) симметрия КЭД означает сохранение заряда.
Калибровочные преобразования не связывают отдельные квантовые состояния. Скорее, они связывают два эквивалентных математических описания одного и того же квантового состояния. Например, поле фотона Aμ, будучи четырёхвекторным, имеет четыре кажущихся степени свободы, но фактическое состояние фотона описывается его двумя степенями свободы, соответствующими поляризации. Остальные две степени свободы называются «избыточными», а разные способы записи Aμ можно связать друг с другом калибровочным преобразованием и, фактически, они описывают одно и то же состояние фотонного поля. В этом смысле калибровочная инвариантность — это не «настоящая» симметрия, а отражение «избыточности» выбранного математического описания.
Чтобы учесть избыточность калибровки в формулировке интеграла по траекториям, необходимо выполнить так называемую процедуру фиксации калибровки Фаддеева — Попова. В неабелевых калибровочных теориях такая процедура приводит к возникновению новых полей, называемых «ду́хами». Частицы, соответствующие полям духов, называются частицами-духами, которые не могут быть обнаружены извне. Более строгое обобщение процедуры Фаддеева — Попова задаётся процедурой БРСТ квантования.

### Спонтанное нарушение симметрии
Спонтанное нарушение симметрии — это механизм, при котором симметрия лагранжиана описываемой им системы нарушается.
Чтобы проиллюстрировать механизм, рассмотрим линейную сигма-модель, содержащую N вещественных скалярных полей (за номер поля отвечает индекс i), описываемых плотностью лагранжиана вида:
{\displaystyle {\mathcal {L}}={\frac {1}{2}}\left(\partial _{\mu }\phi ^{i}\right)\left(\partial ^{\mu }\phi ^{i}\right)+{\frac {1}{2}}\mu ^{2}\phi ^{i}\phi ^{i}-{\frac {\lambda }{4}}\left(\phi ^{i}\phi ^{i}\right)^{2}\,,}
где μ и λ — действительные параметры. Теория допускает глобальную симметрию O(N):
{\displaystyle \phi ^{i}\to R^{ij}\phi ^{j},\quad R\in \mathrm {O} (N)\,.}
Состояние с наименьшей энергией (основное состояние или вакуумное состояние) классической теории представляется любым однородным полем ϕ0, которое удовлетворяет условию
{\displaystyle \phi _{0}^{i}\phi _{0}^{i}={\frac {\mu ^{2}}{\lambda }}.}
Без ограничения общности, пусть основное состояние находится в N-м направлении:
{\displaystyle \phi _{0}^{i}=\left(0,\cdots ,0,{\frac {\mu }{\sqrt {\lambda }}}\right).}
Исходные N полей можно переписать в виде:
{\displaystyle \phi ^{i}(x)=\left(\pi ^{1}(x),\cdots ,\pi ^{N-1}(x),{\frac {\mu }{\sqrt {\lambda }}}+\sigma (x)\right)\,}
и исходная плотность лагранжиана записывается как
{\displaystyle {\mathcal {L}}={\frac {1}{2}}(\partial _{\mu }\pi ^{k})(\partial ^{\mu }\pi ^{k})+{\frac {1}{2}}(\partial _{\mu }\sigma )(\partial ^{\mu }\sigma )-{\frac {1}{2}}(2\mu ^{2})\sigma ^{2}-{\sqrt {\lambda }}\mu \sigma ^{3}-{\sqrt {\lambda }}\mu \pi ^{k}\pi ^{k}\sigma -{\frac {\lambda }{2}}\pi ^{k}\pi ^{k}\sigma ^{2}-{\frac {\lambda }{4}}(\pi ^{k}\pi ^{k})^{2},}
где k = 1,...,N-1. Исходная O(N) больше не появляется, а остаётся только подгруппа O(N-1). Большая симметрия до спонтанного нарушения симметрии называется «скрытой» или спонтанно нарушенной.
Теорема Голдстоуна утверждает, что при спонтанном нарушении симметрии каждая нарушенная непрерывная глобальная симметрия приводит к появлению безмассового поля, называемому бозоном Голдстоуна. В приведённом выше примере O(N) имеет N(N-1)/2 непрерывных симметрий (равной размерности его алгебры Ли), а O(N-1) имеет (N-1)(N-2)/2. Число нарушенных симметрий — это разность этих величин N-1, что также соответствует N-1 безмассовым полям πk.
С другой стороны, когда калибровочная (в отличие от глобальной) симметрия спонтанно нарушается, образующийся бозон Голдстоуна «съедается» соответствующим калибровочным бозоном, становясь дополнительной степенью свободы для калибровочного бозона. Теорема об эквивалентности бозонов Голдстоуна гласит, что при высокой энергии амплитуда излучения или поглощения продольно поляризованного массивного калибровочного бозона становится равной амплитуде излучения или поглощения бозона Голдстоуна, который был «съеден» калибровочным бозоном.
В КТП ферромагнетизма спонтанное нарушение симметрии может объяснить выравнивание магнитных диполей при низких температурах. В Стандартной модели элементарных частиц W и Z бозоны, которые иначе были бы безмассовыми в результате калибровочной симметрии, приобретают массы через спонтанное нарушение симметрии благодаря бозону Хиггса. Этот процесс называется механизмом Хиггса.

## Импульсное представление
Для решения уравнений движения можно перейти к так называемому импульсному представлению с помощью преобразования Фурье:
{\displaystyle \phi (x)={\frac {1}{(2\pi )^{2}}}\int d^{4}pf(p)e^{ipx}\,,}
с учётом свойств Фурье-образа {\displaystyle f(p)}, в частности Фурье-образ производных {\displaystyle \partial _{\mu }\phi (x)} равен {\displaystyle ip_{\mu }f(p)}.
Нахождение решения уравнений движения можно показать на примере уравнения Клейна — Гордона.
Переходя к импульсному представлению, уравнение Клейна — Гордона для Фурье-образа полевой функции будет иметь вид:
{\displaystyle (p^{2}-m^{2})f(p)=0\,.}
Следовательно, {\displaystyle f(p)={\sqrt {2\pi }}\delta (p^{2}-m^{2}){\tilde {f}}(p)} (множитель {\displaystyle {\sqrt {2\pi }}} — для удобства), где {\displaystyle {\tilde {f}}(p)} — произвольная функция {\displaystyle p}, определённая на массовой поверхности (из-за наличия дельта-функции) {\displaystyle p^{2}-m^{2}=0} или, выделяя временную компоненту {\displaystyle p_{0}=\pm {\sqrt {\mathbf {p} ^{2}+m^{2}}}} (жирным выделена пространственная часть 4-вектора импульса, то есть обычный импульс). Тогда импульсное представление имеет вид:
{\displaystyle \phi (x)={\frac {1}{(2\pi )^{3/2}}}\int d^{4}p\delta (p^{2}-m^{2})e^{ipx}{\tilde {f}}(p)\,.}
Наличие дельта-функции под знаком интеграла означает, что по существу интегрирование осуществляется не по всему 4-мерному импульсному пространству, а лишь по двум полам трёхмерного гиперболоида, определяемого уравнением массовой поверхности. Два знака перед квадратным корнем определяют два независимых решения, с помощью которых полевая функция разделяется на две компоненты (каждая в отдельности релятивистки инвариантна)
{\displaystyle \phi (x)=\phi ^{+}(x)+\phi ^{-}(x)\,.}
Тогда импульсное представление двух независимых решений имеет вид
{\displaystyle \phi ^{\pm }(x)={\frac {1}{(2\pi )^{3/2}}}\int d^{4}p\delta (p^{2}-m^{2}){\tilde {f}}^{\pm }(p)e^{\pm ipx}\,.}
Интегрируя по временной компоненте {\displaystyle p_{0}}, получим
{\displaystyle \phi ^{\pm }(x)={\frac {1}{(2\pi )^{3/2}}}\int {\frac {d^{3}\mathbf {p} }{\sqrt {2p_{0}}}}e^{\pm ipx}a^{\pm }(\mathbf {p} )\,,} где {\displaystyle a^{\pm }={\tilde {f}}^{\pm }/{\sqrt {2p_{0}}}\,.}
Используя импульсное представление полевых функций, можно получить и остальные характеристики поля в импульсном представлении. Покажем это на примере 4-импульса для того же вещественного скалярного поля Клейна — Гордона.
Для получения импульсного представления характеристик поля нужно выразить эти характеристики поля через функции {\displaystyle \phi ^{\pm }(x)\,,} а затем использовать импульсные представления последних функций. Например, гамильтониан поля равен
{\displaystyle H=\int d^{3}\mathbf {x} {\mathcal {H}}=1/2\int d^{3}\mathbf {x} [(\partial _{\nu }\phi (x))^{2}+m^{2}\phi ^{2}(x)]\,.}
Если подставить сюда разложение полевой функции на два слагаемых, то получим в квадратных скобках различные попарные произведения положительно и отрицательно частотных полевых функций и их производных. Однако можно показать, что произведения с одинаковым знаком дают нулевой вклад. Для этого нужно использовать импульсное представление и тот факт, что произведение двух интегралов есть двойной интеграл по всевозможным комбинациям аргументов:
{\displaystyle \int d^{3}\mathbf {x} [(\partial _{\nu }\phi ^{\pm }(x))^{2}+m^{2}(\phi ^{\pm }(x))^{2}]={\frac {1}{(2\pi )^{3}}}\iint {\frac {d^{3}\mathbf {p} d^{3}\mathbf {p'} }{2{\sqrt {p_{0}p'_{0}}}}}a^{\pm }(\mathbf {p} )a^{\pm }(\mathbf {p'} )e^{\pm i(p_{0}+p'_{0})x_{0}}(m^{2}-p_{\nu }p'_{\nu })\int d^{3}\mathbf {x} e^{\mp i(\mathbf {p} +\mathbf {p'} )}\,.}
Последний интеграл в этом выражении даёт дельта-функцию {\displaystyle (2\pi )^{3}\delta (\mathbf {p} +\mathbf {p'} )}, следовательно, всё выражение может быть не равно нулю, только если эта дельта-функция не равна нулю, что возможно только при условии {\displaystyle \mathbf {p'} =-\mathbf {p} } (откуда следует также {\displaystyle p_{0}=p'_{0}}). Но в таком случае выражение в скобках {\displaystyle m^{2}-p_{\nu }p'_{\nu }=m^{2}-(p_{0}^{2}+\mathbf {p} _{n}\mathbf {p'} _{n})=m^{2}-p_{0}^{2}+\mathbf {p} ^{2}}, что равно нулю. Следовательно, первоначальное выражение также равно нулю. Таким образом, исходный интеграл для гамильтониана должен выражаться только через произведения разнознаковых функций. Применяя аналогичный подход, мы получим, что
{\displaystyle \int d^{3}\mathbf {x} [\partial _{\nu }\phi ^{+}(x)\partial ^{\nu }\phi ^{-}(x)+m^{2}\phi ^{+}(x)\phi ^{-}(x)]={\frac {1}{(2\pi )^{3}}}\iint {\frac {d^{3}\mathbf {p} d^{3}\mathbf {p'} }{2{\sqrt {p_{0}p'_{0}}}}}a^{+}(\mathbf {p} )a^{-}(\mathbf {p'} )e^{i(p_{0}-p'^{0})x_{0}}(m^{2}+p_{\nu }p'_{\nu })\int d^{3}\mathbf {x} e^{-i(\mathbf {p} -\mathbf {p'} )}\,.}
В таком случае последний интеграл даёт дельта-функцию {\displaystyle (2\pi )^{3}\delta (\mathbf {p} -\mathbf {p'} )}, следовательно, должно быть равенство {\displaystyle \mathbf {p} =\mathbf {p'} }, чтобы обеспечить ненулевой вклад в интеграл. Тогда {\displaystyle m^{2}+p_{\nu }p'_{\nu }=m^{2}+p_{0}^{2}+\mathbf {p} ^{2}=2p_{0}^{2}}. Отсюда окончательно получаем
{\displaystyle \int d^{3}\mathbf {x} [\partial _{\nu }\phi ^{+}(x)\partial ^{\nu }\phi ^{-}(x)+m^{2}\phi ^{+}(x)\phi ^{-}(x)]={\frac {1}{(2\pi )^{3}}}\int d^{3}\mathbf {p} \,p_{0}a^{+}(\mathbf {p} )a^{-}(\mathbf {p} )\,.}
Аналогично гамильтониану можно получить аналогичное выражение и для других компонент 4-вектора импульса. В итоге получаем общее выражение для 4-импульса:
{\displaystyle P^{\mu }={\frac {1}{2}}\int d^{3}\mathbf {p} \,p^{\mu }(a^{+}(\mathbf {p} )a^{-}(\mathbf {p} )+a^{-}(\mathbf {p} )a^{+}(\mathbf {p} ))=\int d^{3}\mathbf {p} \,p^{\mu }a^{+}(\mathbf {p} )a^{-}(\mathbf {p} )\,.}
Первое выражение оказывается нужным при квантовании — когда порядок перемножения играет роль в силу некоммутативности операторов в общем случае.
| Характеристика | Скалярное поле | Векторное поле | Спинорное поле |
| --- | --- | --- | --- |
| Импульсное представление полевой функции: {\displaystyle f(\mathbf {p} )} в выражении {\displaystyle {\frac {1}{(2\pi )^{3/2}}}\int {\frac {d^{3}\mathbf {p} }{\sqrt {2p_{0}}}}f(\mathbf {p} )\,.} {\displaystyle a} отвечает за частицу, {\displaystyle b} — за античастицу. | {\displaystyle e^{-ipx}a(\mathbf {p} )+e^{ipx}b^{+}(\mathbf {p} )\,,} для вещественного поля {\displaystyle b=a\,.}          | {\displaystyle \sum _{n=1}^{3}e_{\mu }^{n}(\mathbf {p} )(e^{-ipx}a_{n}(\mathbf {p} )+e^{ipx}b_{n}^{+}(\mathbf {p} ))}                                                                                           | {\displaystyle {\begin{aligned}\sum _{r=1}^{2}(e^{-ipx}a_{r}(\mathbf {p} )u_{r}(\mathbf {p} )+\\e^{ipx}b_{r}^{+}(\mathbf {p} )v_{r}(\mathbf {p} ))\end{aligned}}} |
| Плотность {\displaystyle n(\mathbf {p} )} частиц с импульсом {\displaystyle \mathbf {p} \,.} Общее число частиц {\displaystyle N=\int d^{3}\mathbf {p} \,n(\mathbf {p} )\,.} 4-импульс поля {\displaystyle P^{\nu }=\int d^{3}\mathbf {p} \,p^{\nu }n(\mathbf {p} )}          | {\displaystyle (a^{+}(\mathbf {p} )a(\mathbf {p} )+b^{+}(\mathbf {p} )b(\mathbf {p} ))}                                      | {\displaystyle \sum _{n=1}^{3}(a_{n}^{+}(\mathbf {p} )a_{n}(\mathbf {p} )+b_{n}^{+}(\mathbf {p} )b_{n}(\mathbf {p} ))}                                                                                          | {\displaystyle {\begin{aligned}\sum _{r=1}^{2}(a_{r}^{+}(\mathbf {p} )a_{r}(\mathbf {p} )-\\b_{r}^{+}(\mathbf {p} )b_{r}(\mathbf {p} ))\end{aligned}}}            |
| Заряд {\displaystyle (Q)} | {\displaystyle (a^{+}(\mathbf {p} )a(\mathbf {p} )-b^{+}(\mathbf {p} )b(\mathbf {p} ))\,,} для вещественного поля равен нулю | {\displaystyle \sum _{n=1}^{3}(a_{n}^{+}(\mathbf {p} )a_{n}(\mathbf {p} )-b_{n}^{+}(\mathbf {p} )b_{n}(\mathbf {p} ))}                                                                                          | {\displaystyle {\begin{aligned}\sum _{r=1}^{2}(a_{r}^{+}(\mathbf {p} )a_{r}(\mathbf {p} )-\\b_{r}^{+}(\mathbf {p} )b_{r}(\mathbf {p} ))\end{aligned}}}            |
| Проекция спина на направление импульса | 0 | {\displaystyle b_{1}^{+}a_{1}-b_{1}a_{1}^{+}+b_{2}a_{2}^{+}-b_{2}^{+}a_{2}\,,} индексы 1 и 2 отвечают частицам с проекциями спина {\displaystyle \pm 1\,,} а третий индекс — частицам с нулевой проекцией спина | |

## Квантование полей
Квантование означает переход от полей (полевых функций) к соответствующим операторам (операторнозначным функциям), действующим на вектор (амплитуду) состояния Φ. По аналогии с обычной квантовой механикой вектор состояния полностью характеризует физическое состояние системы квантованных волновых полей. Вектор состояния — это вектор в некотором линейном пространстве, которое называется пространством Фока.
Основной постулат квантования волновых полей заключается в том, что операторы динамических переменных выражаются через операторы полей таким же образом, как и классическое выражение этих величин через полевые функции (с учётом порядка перемножения, поскольку умножение операторов в общем случае некоммутативно, в отличие от произведения обычных функций). Скобка Пуассона (см. гамильтонов формализм) заменяется на коммутатор соответствующих операторов. В частности, классический гамильтонов формализм трансформируется в квантовый следующим образом:
{\displaystyle [\psi (\mathbf {x} ,t),\psi (\mathbf {x'} ,t)]=[\pi (\mathbf {x} ,t),\pi (\mathbf {x'} ,t)]=0,\qquad [\pi (\mathbf {x} ,t),\psi (\mathbf {x'} ,t)]=-i\delta ^{(3)}(\mathbf {x-x'} ).}
Это так называемые коммутационные соотношения Бозе — Эйнштейна, основанные на обычном коммутаторе — разности «прямого» и «обратного» произведения операторов
{\displaystyle [A,B]=AB-BA.}
Коммутационные соотношения Ферми — Дирака основаны на антикоммутаторе — сумме «прямого» и «обратного» произведения операторов:
{\displaystyle [A,B]_{+}=AB+BA.}
Кванты первых полей подчиняются статистике Бозе — Эйнштейна и называются бозонами, а кванты вторых подчиняются статистике Ферми — Дирака и называются фермионами. Квантование полей по Бозе — Эйнштейну оказывается непротиворечивым для частиц с целым спином, а для частиц с полуцелым спином непротиворечивым оказывается квантование по Ферми — Дираку. Таким образом, фермионы являются частицами с полуцелым спином, а бозоны — с целым.
Из коммутационных соотношений для полевой функции, играющей здесь роль обобщённой координаты, и соответствующего обобщённого импульса можно получить коммутационные соотношения для операторов рождения и уничтожения квантов в импульсном представлении (для скалярного действительного поля)
{\displaystyle [a(\mathbf {p} ),a^{+}(\mathbf {p'} )]=\delta (\mathbf {p} -\mathbf {p'} ),\qquad [a(\mathbf {p} ),a(\mathbf {p'} )]=[a^{+}(\mathbf {p} ),a^{+}(\mathbf {p'} )]=0\,.}

### Поле как набор гармонических осцилляторов
Поле можно представить в виде бесконечного множества гармонических осцилляторов. Это можно показать на примере поля Клейна — Гордона. Трёхмерный (по трём пространственным координатам) Фурье-образ полевой функции удовлетворяет следующему уравнению (Фурье-образ уравнения Клейна — Гордона)
{\displaystyle \partial _{t}^{2}\phi (\mathbf {p} ,t)+(\mathbf {p} ^{2}+m^{2})\phi (\mathbf {p} ,t)=0,}
что является дифференциальным уравнением для гармонического осциллятора с частотой {\displaystyle \omega ={\sqrt {\mathbf {p} ^{2}+m^{2}}}} каждой фиксированной моды {\displaystyle \mathbf {p} } Фурье-разложения. Для каждого такого квантового гармонического осциллятора, как известно из квантовой механики, стационарные состояния {\displaystyle \phi _{n}} можно связать между собой повышающим и понижающим операторами следующим образом
{\displaystyle {\hat {a}}^{+}{\phi }_{n}={\sqrt {n+1}}{\phi }_{n+1},\qquad {\hat {a}}{\phi }_{n}={\sqrt {n}}{\phi }_{n-1},}
а гамильтониан равен {\displaystyle H={\hbar \omega }{({\hat {n}}+1/2)}}, где {\displaystyle {\hat {n}}={a}^{+}a}. Соответственно энергия осциллятора квантуется как {\displaystyle E_{n}={\hbar }{\omega }(n+1/2)}, где квантовое число {\displaystyle n} соответствует собственным значениям оператора {\displaystyle {\hat {n}}={a}^{+}a}.
Таким образом, применение повышающего или понижающего оператора изменяет квантовое число {\displaystyle n} на единицу и приводит к одинаковому изменению энергии осциллятора (эквидистантность спектра), что можно интерпретировать как рождение или уничтожение кванта поля с энергией {\displaystyle {\hbar }{\omega }}. Именно такая интерпретация позволяет использовать вышеприведённые операторы, как операторы рождения и уничтожения. Любое состояние с индексом {\displaystyle n} может быть представлено как действие {\displaystyle n} операторов рождения на «нулевое» состояние:
{\displaystyle {\phi }_{n}={\frac {({\hat {a}}^{+})^{n}}{\sqrt {n!}}}\phi _{0}.}
В случае {\displaystyle N} осцилляторов гамильтониан системы равен сумме гамильтонианов отдельных осцилляторов. Для каждого такого осциллятора можно определить свои операторы рождения {\displaystyle {\hat {a}}_{k}^{+},k=1,...,N}. Следовательно, произвольное квантовое состояние такой системы может быть описано с помощью чисел заполнения {\displaystyle n_{k}} — количества операторов данного сорта k, действующих на вакуум:
{\displaystyle \phi (n_{1},...,n_{N})=\prod _{(k)}{\frac {({\hat {a_{k}}}^{+})^{n_{k}}}{\sqrt {n_{k}!}}}\phi _{0}.}
Такое представление называют представлением чисел заполнения. Суть данного представления заключается в том, чтобы вместо задания вектора состояния как функции от координат (координатное представление) или как функции от импульсов (импульсное представление), состояние системы характеризуется номером возбуждённого состояния — числом заполнения.

### Фоковские пространство и представление
В квантовой теории поля гамильтониан, первоначально выраженный как функция {\displaystyle \psi } и {\displaystyle \pi }, в конечном итоге также выражается через соответствующие операторы рождения и уничтожения квантов полей. Главный принцип сохраняется — любые операторы выражаются через эти операторы рождения и уничтожения так же, как соответствующие функции до квантования. Единственное различие — порядок записи операторов имеет значение, так как операторы, в отличие от обычных функций, в общем случае некоммутативны и удовлетворяют соответствующим коммутационным соотношениям.
Все операторы рождения и уничтожения и их комбинации, операторы самих полей и их производных — все они действуют в бесконечномерном пространстве Фока. В пространстве Фока в первую очередь определяется вакуум (вакуумное состояние) {\displaystyle \Phi _{0}} или {\displaystyle |0\rangle }, по аналогии с нулевым состоянием квантового осциллятора. Вакуум определяется как
{\displaystyle a(\mathbf {p} )|0\rangle =\langle 0|a^{+}(\mathbf {p} )=0,\qquad \langle 0|0\rangle =1\,.}
Произвольные состояния задаются как возбуждения вакуума следующего вида:
{\displaystyle |f\rangle =\int d^{3}\mathbf {p_{1}} d^{3}\mathbf {p_{2}} ...d^{3}\mathbf {p_{k}} f(\mathbf {p_{1}} ,\mathbf {p_{2}} ,...,\mathbf {p_{k}} )a^{+}(\mathbf {p_{1}} )a^{+}(\mathbf {p_{2}} )...a^{+}(\mathbf {p_{k}} )|0\rangle .}
Это и есть фоковское представление для k-частичного состояния. Функции f являются обычными квантово-механическими волновыми функциями. Обычно они предполагаются квадратично-интегрируемыми, чтобы нормы векторов состояний были конечными величинами. Однако состояния с бесконечной нормой тоже имеют смысл. Например, состояние {\displaystyle a^{+}(\mathbf {p} )|0\rangle } имеет бесконечную норму {\displaystyle (\delta (0))}, однако это состояние соответствует одночастичному состоянию с определённым импульсом и, если рассматривать пространственную плотность таких частиц, то она оказывается конечной.

### Нормальное и хронологическое произведение. Теорема Вика
Из определения вакуума следует, что вакуумное среднее произведения любого количества операторов рождения и уничтожения, в котором все операторы рождения находятся левее всех операторов уничтожения, равно нулю. Соответствующий порядок написания операторов рождения и уничтожения называется нормальной формой или нормальным упорядочением. Чтобы подчеркнуть, что операторы нормально упорядочены, соответствующие произведения заключаются между двоеточиями, например, {\displaystyle \colon \phi (x)\phi (y)\colon }, или используются обозначения с введением некоторого условного оператора {\displaystyle {\mathcal {N}}\{\phi (x)\phi (y)\}}.
Нормальная форма связана с обычной через коммутатор операторов, а именно «обычная» форма равна нормальной форме плюс (анти)коммутатор соответствующих операторов («неправильно» упорядоченных). Например ({\displaystyle \phi ^{+}(x)} содержит оператор уничтожения, {\displaystyle \phi ^{-}(x)} содержит оператор рождения),
{\displaystyle \phi (x)\phi (y)={\mathcal {N}}\{\phi ^{+}(x)\phi ^{+}(y)\}+\phi ^{+}(x)\phi ^{-}(y)+{\mathcal {N}}\{\phi ^{-}(x)\phi ^{+}(y)\}+{\mathcal {N}}\{\phi ^{-}(x)\phi ^{-}(y)\}.}
В этой записи лишь одно слагаемое записано не в нормальной форме, соответственно можно записать
{\displaystyle {\begin{alignedat}{2}\phi (x)\phi (y)&=({\mathcal {N}}\{\phi ^{+}(x)\phi ^{+}(y)\}+{\mathcal {N}}\{\phi ^{-}(y)\phi ^{+}(x)\}+{\mathcal {N}}\{\phi ^{-}(x)\phi ^{+}(y)\}+{\mathcal {N}}\{\phi ^{-}(x)\phi ^{-}(y)\})\\&+(\phi ^{+}(x)\phi ^{-}(y)-\phi ^{-}(y)\phi ^{+}(x))={\mathcal {N}}\{\phi (x)\phi (y)\}+[\phi ^{+}(x),\phi ^{-}(y)].\\\end{alignedat}}}
Тем самым вакуумное среднее от исходного произведения операторов по существу будет определяться только последним коммутатором.
Хронологическое произведение определяется как упорядоченное по временной переменной (нулевой компоненте 4-координат) произведение:
{\displaystyle {\mathcal {T}}f_{1}(x_{1})f_{2}(x_{2})...f_{n}(x_{n})=(-1)^{\sigma }f_{i_{1}}(x_{i_{1}})f_{i_{2}}(x_{i_{2}})...f_{i_{n}}(x_{i_{n}})}, где {\displaystyle x_{i_{1}}^{0}>x_{i_{2}}^{0}>...>x_{i_{n}}^{0}\,,}
где {\displaystyle {\sigma }} — число перестановок фермионных полей между собой в ходе упорядочения по {\displaystyle x^{0}} (перестановка бозонных полей не влияет на знак).
Произведения пары полевых функций в разных точках пространства-времени {\displaystyle \phi (x)\phi (y)} можно выразить через нормальную форму плюс коммутатор. Под знаком хронологического упорядочения здесь нужно сделать модификацию — вместо коммутатора нужно использовать так называемую свёртку {\displaystyle {\overline {\phi (x)\phi (y)}}}, равную коммутатору {\displaystyle [\phi ^{+}(x),\phi ^{-}(y)]}, если {\displaystyle x^{0}>y^{0}} и коммутатору {\displaystyle [\phi ^{+}(y),\phi ^{-}(x)]}, если {\displaystyle y^{0}>x^{0}}. Таким образом, хронологическое произведение двух полевых функций равно сумме их произведения в нормальной форме и свёртки:
{\displaystyle {\mathcal {T}}\phi (x)\phi (y)={\mathcal {N}}\{\phi (x)\phi (y)\}+{\overline {\phi (x)\phi (y)}}\,.}
Теорема Вика обобщает данное представление на случай произвольного количества множителей:
{\displaystyle {\mathcal {T}}f_{1}f_{2}...f_{n}=\sum (-1)^{\sigma }{\overline {f_{i_{1}}f_{i_{2}}}}...{\overline {f_{i_{k-1}}f_{i_{k}}}}{\mathcal {N}}\{f_{i_{k+1}}...f_{i_{n}}\}\,,}
где сумма берётся по всем возможным попарным свёрткам функций ({\displaystyle k} — неотрицательные чётные числа, не превышающие {\displaystyle n}).

### Основные коммутационные соотношения
Выражение для вакуумного среднего, обозначенное как {\displaystyle D^{-}(x-y)}, от произведения полевых операторов скалярного поля Клейна — Гордона с учётом сказанного выше имеет вид
{\displaystyle D^{-}(x-y)=\langle 0|\phi (x)\phi (y)|0\rangle ={\frac {1}{(2\pi )^{3}}}\iint {\frac {d^{3}\mathbf {p} d^{3}\mathbf {p'} }{2{\sqrt {p_{0}p'_{0}}}}}e^{-ip(x-y)}[a(\mathbf {p} ),a^{+}(\mathbf {p'} )]=}
{\displaystyle ={\frac {1}{(2\pi )^{3}}}\iint {\frac {d^{3}\mathbf {p} d^{3}\mathbf {p'} }{2{\sqrt {p_{0}p'_{0}}}}}e^{-ip(x-y)}\delta (\mathbf {p} -\mathbf {p'} )={\frac {1}{(2\pi )^{3}}}\int {\frac {d^{3}\mathbf {p} }{2p_{0}}}e^{-ip(x-y)}\,.}
Это амплитуда распространения частицы из точки {\displaystyle y} в точку {\displaystyle x}. Можно показать, что эта функция лоренц-инвариантна. Коммутатор полевых функций выражается через эту функцию следующим образом:
{\displaystyle [\phi (x),\phi (y)]=D^{-}(x-y)-D^{-}(y-x)=D(x-y)={\frac {1}{(2\pi )^{3}}}\int {\frac {d^{3}\mathbf {p} }{2p_{0}}}(e^{-ip(x-y)}-e^{-ip(y-x)})\,.}
Для любого пространственноподобного интервала {\displaystyle (x-y)^{2}<0} можно выбрать систему отчёта так, чтобы {\displaystyle x-y} сменил знак, а в силу лоренц-инвариантности это означает, что соответствующий коммутатор равен нулю. Это означает, что в точках, разделённых пространственноподобным интервалом, возможны измерения, и они не влияют друг на друга. То есть никакое измерение не может повлиять на другое измерение вне светового конуса. Это означает соблюдение принципа причинности в квантовой теории поля. Для комплексных полей принцип причинности требует наличия пары частица-античастица с одинаковыми массами и противоположными «зарядами».

### Пропагаторы
Пропагатор {\displaystyle D^{c}(x-y)} определяется через вакуумное среднее от хронологического произведения двух полевых операторов скалярного поля:
{\displaystyle {\begin{aligned}D^{c}(x-y)&=i\langle 0|{\mathcal {T}}\phi (x)\phi (y)|0\rangle =i(\theta (x_{0}-y_{0})D^{-}(x-y)+\theta (y_{0}-x_{0})D^{-}(y-x))=\\&={\frac {i}{(2\pi )^{3}}}\int {\frac {d^{3}\mathbf {p} }{2p_{0}}}(\theta (x_{0}-y_{0})e^{-ip(x-y)}+\theta (y_{0}-x_{0})e^{-ip(y-x)})\,,\end{aligned}}}
где {\displaystyle \theta (x)} — это функция Хевисайда. Чётная функция {\displaystyle D^{c}(x)} — это функция Грина для оператора Клейна — Гордона, в частности
{\displaystyle (\partial ^{2}+m^{2})D^{c}(x)=\delta (x).}
Следовательно, 4-мерный фурье-образ этой функции должен быть пропорционален {\displaystyle (m^{2}-p^{2})^{-1}}. Однако, в силу неопределённости в точках на массовой поверхности {\displaystyle m^{2}-p^{2}=0}, её импульсное представление записывают следующим образом:
{\displaystyle D^{c}(x)={\frac {1}{(2\pi )^{4}}}\int {\frac {d^{4}pe^{-ipx}}{m^{2}-p^{2}-i\epsilon }}\,,}
где {\displaystyle \epsilon } — бесконечно малая величина, которая задаёт обходы полюсов {\displaystyle p_{0}=\pm {\sqrt {\mathbf {p} ^{2}+m^{2}}}} при интегрировании по {\displaystyle p_{0}}.
Пропагаторы базовых полей (ненулевыми являются только свёртки одинаковых полей противоположных зарядов):
| Поле                                                       | Величина                                                                       | Формула |
| ---------------------------------------------------------- | ------------------------------------------------------------------------------ | --- |
| Вещественное или комплексное скалярное поле                | {\displaystyle \langle 0\|{\mathcal {T}}\phi (x)\phi ^{*}(y)\|0\rangle }       | {\displaystyle -iD^{c}(x-y)={\frac {i}{(2\pi )^{4}}}\int {\frac {d^{4}pe^{-ip(x-y)}}{p^{2}-m^{2}+i\epsilon }}}                                                                                             |
| Спинорное поле                                             | {\displaystyle \langle 0\|{\mathcal {T}}\psi (x){\bar {\psi }}(y)\|0\rangle }  | {\displaystyle \left(\gamma ^{\nu }{\frac {\partial }{\partial x^{\nu }}}-im\right)D^{c}(x-y)={\frac {i}{(2\pi )^{4}}}\int {\frac {d^{4}pe^{-ip(x-y)}(\gamma ^{\nu }p_{\nu }+m)}{p^{2}-m^{2}+i\epsilon }}} |
| Массивное векторное поле                                   | {\displaystyle \langle 0\|{\mathcal {T}}U_{\mu }(x)U_{\nu }^{*}(y)\|0\rangle } | {\displaystyle {\frac {-i}{(2\pi )^{4}}}\int {\frac {d^{4}pe^{-ip(x-y)}(g_{\mu \nu }-p_{\mu }p_{\nu }/m^{2})}{p^{2}-m^{2}+i\epsilon }}}                                                                    |
| Вещественное безмассовое векторное (электромагнитное) поле | {\displaystyle \langle 0\|{\mathcal {T}}A_{\mu }(x)A_{\nu }(y)\|0\rangle }     | {\displaystyle {\frac {-i}{(2\pi )^{4}}}\int {\frac {d^{4}pe^{-ip(x-y)}g_{\mu \nu }}{p^{2}+i\epsilon }}}                                                                                                   |

## S-матрица
Пусть задано начальное состояние полей {\displaystyle |in\rangle } в «далёком» прошлом и конечное состояние в «далёком» будущем {\displaystyle |out\rangle }. Предполагается, что в «далёком» прошлом и будущем взаимодействие отсутствует, а «включается» оно в некоторой конечной пространственно-временной области. Оператор {\displaystyle S}, переводящий начальное состояние в конечное, называется оператором рассеяния:
{\displaystyle |out\rangle =S|in\rangle \,.}
Соответственно, амплитуда {\displaystyle {\mathcal {M}}} перехода из начального состояния в конечное состояние равна:
{\displaystyle {\mathcal {M}}=\langle out|S|in\rangle \,.}
Оператор рассеяния можно выразить через матричные элементы в некотором базисе. Соответствующая бесконечномерная матрица называется матрицей рассеяния или {\displaystyle S}-матрицей. Квадраты модулей матричных элементов определяют вероятности переходов между базисными векторами начального и конечного состояний.
Исходя из общих требований релятивистской ковариантности, причинности, унитарности, а также принципа соответствия можно показать, что {\displaystyle S}-матрица (оператор) выражается через лагранжиан взаимодействия следующим образом (эту формулу иногда также получают с помощью теории возмущений):
{\displaystyle S={\mathcal {T}}e^{i\int d^{4}x{\mathcal {L}}_{I}(\phi (x))}=\sum _{n}{\frac {i^{n}}{n!}}{\mathcal {T}}\left(\int d^{4}x{\mathcal {L}}_{I}(x)\right)^{n}=\sum _{n}{\frac {i^{n}}{n!}}\int {\mathcal {T}}\prod _{j=1}^{n}d^{4}x_{j}{\mathcal {L}}_{I}(x_{j})\,,}
{\displaystyle {\mathcal {T}}e} — хронологическая экспонента, то есть {\displaystyle {\mathcal {T}}}-экспонента, понимаемая как разложение в указанный выше бесконечный ряд по {\displaystyle {\mathcal {T}}}-произведениям (хронологическим произведениям) {\displaystyle {\mathcal {T}}\prod _{j=1}^{n}}.
Пусть начальное состояние имеет вид {\displaystyle |in\rangle =a^{+}(\mathbf {p_{1}} )...a^{+}(\mathbf {p_{s}} )|0\rangle }, а конечное состояние {\displaystyle |out\rangle =a^{+}(\mathbf {p'_{1}} )...a^{+}(\mathbf {p'_{r}} )|0\rangle }. Тогда вклад {\displaystyle n}-го порядка теории возмущений будет равен вакуумному среднему следующего вида (константа связи {\displaystyle g} выведена из лагранжиана взаимодействия):
{\displaystyle {\frac {i^{n}g^{n}}{n!}}\langle 0|a(\mathbf {p'_{1}} )...a(\mathbf {p'_{r}} )\int {\mathcal {T}}\prod _{j=1}^{n}d^{4}x_{j}{\mathcal {L}}_{I}(x_{j})a^{+}(\mathbf {p_{1}} )...a^{+}(\mathbf {p_{s}} )|0\rangle \,.}
С учётом теоремы Вика такого рода вакуумные средние будут разложены на слагаемые, в которых за знак вакуумного среднего будут выведены все свёртки в этих слагаемых, а оставшиеся полевые операторы в нормальной форме будут участвовать только в (анти)коммутаторах с операторами начального и конечного состояния, порождая стандартные вклады от таких коммутаторов. Ненулевой вклад могут дать только те слагаемые, в которых количество и тип полей под знаком нормального произведения будет соответствовать типу и общему числу частиц в начальном и конечном состояниях. Эти ненулевые вклады также выводятся за знак вакуумного среднего (ибо они тоже не являются операторами) и в этих слагаемых остаются множители с вакуумными обкладками без операторов {\displaystyle \langle 0|0\rangle }, что равно единице по определению. В конечных выражениях, таким образом, не остаётся операторов и вакуумных обкладок, а остаются свёртки и выражения для коммутаторов полевых операторов с операторами начальных и конечных состояний. Свёртки заменяются их импульсными представлениями — пропагаторами, а интегрирование по пространственно-временным координатам устраняет все экспоненты, заменяя их на дельта-функции от сумм 4-импульсов. Интегралы по импульсам также уничтожают большую часть этих дельта-функций. Какие именно конечные выражения получаются, можно формализовать с помощью правил и соответствующих диаграмм Фейнмана.

## Правила и диаграммы Фейнмана

### Интегралы по траекториям
Формулировка КТП через интегралы по траекториям связана с прямым вычислением амплитуды рассеяния определённого процесса взаимодействия, а не с определением операторов и пространств состояний. Чтобы вычислить амплитуду вероятности эволюции системы из некоторого начального состояния {\displaystyle |\phi _{I}\rangle } в момент времени t = 0 до некоторого конечного состояния {\displaystyle |\phi _{F}\rangle } при t = T общее время T делится на N небольших интервалов. Общая амплитуда — это произведение амплитуды эволюции в каждом интервале времени, интегрированное по всем промежуточным состояниям. Пусть H — гамильтониан (то есть генератор эволюции во времени), тогда
{\displaystyle \langle \phi _{F}|e^{-iHT}|\phi _{I}\rangle =\int d\phi _{1}\int d\phi _{2}\cdots \int d\phi _{N-1}\,\langle \phi _{F}|e^{-iHT/N}|\phi _{N-1}\rangle \cdots \langle \phi _{2}|e^{-iHT/N}|\phi _{1}\rangle \langle \phi _{1}|e^{-iHT/N}|\phi _{I}\rangle \,.}
В пределе N → ∞ указанное произведение интегралов становится функциональным интегралом:
{\displaystyle \langle \phi _{F}|e^{-iHT}|\phi _{I}\rangle =\int {\mathcal {D}}\phi (t)\,\exp \left\{i\int _{0}^{T}dt\,L\right\}\,,}
где L — лагранжиан, содержащий ϕ и его производные по пространственным и временным координатам, полученным из гамильтониана H с помощью преобразования Лежандра. Начальные и конечные условия для интеграла по траекториям соответственно равны
{\displaystyle \phi (0)=\phi _{I},\quad \phi (T)=\phi _{F}\,.}
Другими словами, полная амплитуда — это сумма по амплитуде всех возможных траекторий между начальным и конечным состояниями, где амплитуда пути задаётся экспонентой в подынтегральном выражении.

### Двухточечная корреляционная функция
В расчётах часто встречаются выражения типа
{\displaystyle \langle 0|{\mathcal {T}}\phi (x)\phi (y)|0\rangle \quad {\text{или}}\quad \langle \Omega |{\mathcal {T}}\phi (x)\phi (y)|\Omega \rangle }
в свободной теории или теории с взаимодействием соответственно. Здесь, {\displaystyle x} и {\displaystyle y} — координатные 4-векторы, {\displaystyle {\mathcal {T}}} — оператор временного упорядочивания, который переставляет операторы таким образом, чтобы время компонент {\displaystyle x^{0}} и {\displaystyle y^{0}} увеличивалось от правых к левым компонентам, и {\displaystyle |\Omega \rangle } — основное состояние (вакуумное состояние) взаимодействующей теории, отличное от свободного основного состояния {\displaystyle |0\rangle }. Это выражение представляет собой амплитуду вероятности распространения поля от y до x и имеет несколько названий, например, двухточечный пропагатор, двухточечная корреляционная функция, двухточечная функция Грина или, для краткости, просто двухточечная функция.
Свободная двухточечная функция, также известная как фейнмановский пропагатор, находится для вещественного скалярного поля либо с помощью канонического квантования, либо с помощью интегралов по траекториям:
{\displaystyle \langle 0|{\mathcal {T}}\phi (x)\phi (y)|0\rangle \equiv D_{F}(x-y)=\lim _{\epsilon \to 0}\int {\frac {d^{4}p}{(2\pi )^{4}}}{\frac {i}{p^{2}-m^{2}+i\epsilon }}e^{-ip(x-y)}\,.}
Этот пропагатор входит в феймановские диаграммы и описывает распространение виртуальных частиц. В теории с взаимодействием, где лагранжиан или гамильтониан содержат слагаемые {\displaystyle L_{I}(t)} или {\displaystyle H_{I}(t)}, описывающие взаимодействия, двухточечную функцию определить сложнее. Однако, используя формулировку канонического квантования или формулировку интеграла по путям, её можно выразить через бесконечный ряд возмущений «свободной» двухточечной функции.
В терминах канонического квантовании двухточечная корреляционная функция записывается как:
{\displaystyle \langle \Omega |{\mathcal {T}}\phi (x)\phi (y)|\Omega \rangle =\lim _{T\to \infty (1-i\epsilon )}{\frac {\left\langle 0\left|{\mathcal {T}}\phi _{I}(x)\phi _{I}(y)\exp \left[-i\int _{-T}^{T}dt\,H_{I}(t)\right]\right|0\right\rangle }{\left\langle 0\left|{\mathcal {T}}\exp \left[-i\int _{-T}^{T}dt\,H_{I}(t)\right]\right|0\right\rangle }}\,,}
где {\displaystyle \epsilon } — бесконечно малая, а ϕI — полевой оператор в рамках свободной теории. Здесь экспоненту следует понимать как её степенной ряд. Например, в ϕ4-теории взаимодействующий член гамильтониана равен {\textstyle H_{I}(t)=\int d^{3}x\,{\frac {\lambda }{4!}}\phi _{I}^{4}(x)}, и разложение двухточечного коррелятора по {\displaystyle \lambda } становится
{\displaystyle \langle \Omega |{\mathcal {T}}\phi (x)\phi (y)|\Omega \rangle ={\frac {\displaystyle \sum _{n=0}^{\infty }{\frac {(-i\lambda )^{n}}{(4!)^{n}n!}}\int d^{4}z_{1}\cdots \int d^{4}z_{n}\langle 0|{\mathcal {T}}\phi _{I}(x)\phi _{I}(y)\phi _{I}^{4}(z_{1})\cdots \phi _{I}^{4}(z_{n})|0\rangle }{\displaystyle \sum _{n=0}^{\infty }{\frac {(-i\lambda )^{n}}{(4!)^{n}n!}}\int d^{4}z_{1}\cdots \int d^{4}z_{n}\langle 0|{\mathcal {T}}\phi _{I}^{4}(z_{1})\cdots \phi _{I}^{4}(z_{n})|0\rangle }}\,.}
Это разложение возмущения выражает взаимодействующую двухточечную функцию в терминах величин {\displaystyle \langle 0|\cdots |0\rangle }, которые оцениваются в свободной теории.
В формулировке интеграла по путям двухточечная корреляционная функция записывается как
{\displaystyle \langle \Omega |{\mathcal {T}}\phi (x)\phi (y)|\Omega \rangle =\lim _{T\to \infty (1-i\epsilon )}{\frac {\int {\mathcal {D}}\phi \,\phi (x)\phi (y)\exp \left[i\int _{-T}^{T}d^{4}z\,{\mathcal {L}}\right]}{\int {\mathcal {D}}\phi \,\exp \left[i\int _{-T}^{T}d^{4}z\,{\mathcal {L}}\right]}}\,,}
где {\displaystyle {\mathcal {L}}} — плотность лагранжиана. Как и в предыдущем абзаце, экспонента может быть разложена в ряд по λ, сводя взаимодействующую двухточечную функцию к величинам в свободной теории.
Все произведения с нечётным количеством полей в числителе исчезают из-за антисимметрии, поэтому остаются только члены ряда с чётным количеством полей. Теорема Вика дополнительно сводит любую n-точечную корреляционную функцию в свободной теории к сумме произведений двухточечных корреляционных функций. Например, четырёхтечечная корреляционная функция
{\displaystyle {\begin{aligned}\langle 0|{\mathcal {T}}\phi (x_{1})\phi (x_{2})\phi (x_{3})\phi (x_{4})|0\rangle &=\langle 0|{\mathcal {T}}\phi (x_{1})\phi (x_{2})|0\rangle \langle 0|{\mathcal {T}}\phi (x_{3})\phi (x_{4})|0\rangle \\&+\langle 0|{\mathcal {T}}\phi (x_{1})\phi (x_{3})|0\rangle \langle 0|{\mathcal {T}}\phi (x_{2})\phi (x_{4})|0\rangle \\&+\langle 0|{\mathcal {T}}\phi (x_{1})\phi (x_{4})|0\rangle \langle 0|{\mathcal {T}}\phi (x_{2})\phi (x_{3})|0\rangle \,.\end{aligned}}}
Поскольку взаимодействующие корреляционные функции могут быть выражены через свободные корреляционные функции, для расчёта всех физических величин во взаимодействующей теории необходимо оценивать только последние.

### Диаграмма Фейнмана
Корреляционные функции в теории взаимодействий можно записать в виде ряда возмущений. Каждый член в этой серии является произведением пропагаторов Фейнмана для свободных частиц и может быть визуально представлен диаграммой Фейнмана. ϕ4-теория является простейшей теорией с взаимодействием, и её часто рассматривают в педагогических целях. Такая нелинейность может появляться в статистической физике и в стандартной электрослабой теории. Лагранжиан этой теории записывается в виде
{\displaystyle {\mathcal {L}}={\frac {1}{2}}(\partial _{\mu }\phi )^{2}-{\frac {1}{2}}m^{2}\phi ^{2}-{\frac {\lambda }{4!}}\phi ^{4}\,,}
где λ — безразмерная константа связи, играющая роль малого параметра, по которому строится ряд теории возмущений. Например, вклад порядка λ1 в двухточечной корреляционной функции (функция Грина) в теории ϕ4 имеет следующий вид:
{\displaystyle {\frac {-i\lambda }{4!}}\int d^{4}z\,\langle 0|{\mathcal {T}}\phi (x)\phi (y)\phi (z)\phi (z)\phi (z)\phi (z)|0\rangle \,.}
После применения теоремы Вика появляются слагаемые вида
{\displaystyle 12\cdot {\frac {-i\lambda }{4!}}\int d^{4}z\,D_{F}(x-z)D_{F}(y-z)D_{F}(z-z)\,,}
где {\displaystyle D_{F}(x-y)} — фейнмановский пропагатор. Альтернативно то же слагаемое можно получить из диаграммы Фейнмана
Диаграмма состоит из
- внешних точек, соединённых одной линией (здесь обозначены {\displaystyle x} и {\displaystyle y}).
- внутренних вершин, соединённых линиями (здесь обозначена {\displaystyle z}).
- линий, соединяющих вершины.

Каждой вершине соответствует один полевой множитель {\displaystyle \phi } в соответствующей точке пространства-времени, а края соответствуют пропагаторам между точками пространства-времени. Член в ряду возмущений, соответствующий диаграмме, получается записью выражения, которое следует из правил Фейнмана:
1. Для каждой внутренней вершины {\displaystyle z_{i}}, записывается коэффициент {\textstyle -i\lambda \int d^{4}z_{i}};
2. Для каждой линии, соединяющего две вершины {\displaystyle z_{i}} и {\displaystyle z_{j}}, записывается коэффициент {\displaystyle D_{F}(z_{i}-z_{j})};
3. Разделить на коэффициент симметрии диаграммы.

С коэффициентом симметрии {\displaystyle 2}, следование этим правилам даёт в точности указанное выше выражение. Используя преобразование Фурье, правила Фейнмана можно переформулировать из координатного пространства в пространство импульсов.
Чтобы вычислить n-точечную корреляционную функцию до k-го порядка, перечисляют все допустимые диаграммы Фейнмана с n-внешними точками и k или меньшим количеством вершин, а затем используют правила Фейнмана, чтобы получить выражение для каждого члена. Точнее,
{\displaystyle \langle \Omega |{\mathcal {T}}\phi (x_{1})\cdots \phi (x_{n})|\Omega \rangle }
равно сумме (соответствующих выражений) всех связанных диаграмм с n внешними точками. (Связанные диаграммы — это такие, в которых каждая вершина соединена с внешней точкой линиями. Компоненты, которые полностью отсоединены от внешних линий, иногда называют «вакуумными пузырями».) В ϕ4 каждая вершина должна иметь четыре ножки.
В реальных приложениях амплитуду рассеяния определённого взаимодействия или скорость распада частицы можно вычислить из S-матрицы, которую находят с помощью метода диаграмм Фейнмана.
Диаграммы Фейнмана, лишённые петель, называются древесными диаграммами, которые описывают процессы взаимодействия низшего порядка; диаграммы, содержащие n петель, называются n-петлевыми диаграммами, которые описывают вклады более высокого порядка или радиационные поправки к взаимодействию. Линии, конечные точки которых являются вершинами, можно рассматривать как распространение виртуальных частиц.

### Ренормализация
Правила Фейнмана можно использовать для прямой оценки древовидных диаграмм. Однако наивное вычисление петлевых диаграмм, подобных показанной выше, приведёт к расходящимся интегралам по импульсам, то есть почти все члены в пертурбативном разложении бесконечны. Процедура перенормировки — это систематический процесс удаления таких бесконечностей.
Параметры, входящие в лагранжиан, такие как масса m и константа связи λ, не имеют физического смысла — m, λ и напряжённость поля ϕ не являются экспериментально измеряемыми величинами и упоминаются здесь как голая масса, голая константа связи, и голое поле. Физические масса и константа связи измеряются в некотором процессе взаимодействия и обычно отличаются от голых величин. При вычислении физических величин в этом процессе взаимодействия ограничивают область интегрирования расходящихся интегралов по импульсам до значения ниже некоторого порогового значения импульса Λ, чтобы получить выражения для физических величин, а затем перейти к пределу Λ → ∞. Это пример регуляризации — класса методов для устранения особенностей в КТП, где Λ — параметр регуляризации.
Подход, проиллюстрированный выше, называется голой теорией возмущений, поскольку в расчётах используются только голые величины, такие как масса и константа связи. Другой подход, называемый перенормированной теорией возмущений, заключается в использовании физически значимых величин с самого начала. В случае теории ϕ4 сначала переопределяется напряжённость поля:
{\displaystyle \phi =Z^{1/2}\phi _{r}\,,}
где ϕ — голое поле, ϕr — перенормированное поле, а Z — постоянная, которую необходимо определить. Плотность лагранжиана имеет вид:
{\displaystyle {\mathcal {L}}={\frac {1}{2}}(\partial _{\mu }\phi _{r})(\partial ^{\mu }\phi _{r})-{\frac {1}{2}}m_{r}^{2}\phi _{r}^{2}-{\frac {\lambda _{r}}{4!}}\phi _{r}^{4}+{\frac {1}{2}}\delta _{Z}(\partial _{\mu }\phi _{r})(\partial ^{\mu }\phi _{r})-{\frac {1}{2}}\delta _{m}\phi _{r}^{2}-{\frac {\delta _{\lambda }}{4!}}\phi _{r}^{4},}
где mr и λr — экспериментально измеряемые перенормированная масса и константа связи, соответственно, а
{\displaystyle \delta _{Z}=Z-1,\quad \delta _{m}=m^{2}Z-m_{r}^{2},\quad \delta _{\lambda }=\lambda Z^{2}-\lambda _{r}}
— константы, которые предстоит определить. Первые три члена представляют собой ϕ4, записанную в терминах перенормированных величин, в то время как последние три члена называются «контрчленами». Поскольку лагранжиан теперь содержит больше слагаемых, диаграммы Фейнмана должны включать дополнительные элементы, каждый со своими собственными правилами Фейнмана. Процедура описывается следующим образом. Сначала выбирается метод регуляризации — например, введённая выше регуляризация обрезанием (с помощью параметра Λ) или размерная регуляризация. Вычисляются диаграммы Фейнмана, в которых расходящиеся члены будут зависеть от параметра регуляризации, например, Λ. Затем определяют δZ, δm и δλ так, чтобы диаграммы Фейнмана для контрчленов в точности сокращали расходящиеся члены в нормальных диаграммах Фейнмана, когда берётся предел Λ → ∞. Таким образом получаются конечные величины.
Исключить все бесконечности для получения конечного результата можно только в перенормируемых теориях, тогда как в неперенормируемых теориях бесконечности нельзя удалить путём переопределения конечного числа параметров. Стандартная модель элементарных частиц является ренормализуемой КТП, в то время как квантовая гравитация не является ренормализуемой.
В квантовой электродинамике при расчёте поправок к кулоновскому взаимодействию при учёте древесной (беспетлевой) и однопетлевой диаграмм возникает модифицированный кулоновский потенциал вида
{\displaystyle {\frac {e_{0}^{2}}{4\pi r}}\left(1-{\frac {e_{0}^{2}}{6\pi ^{2}}}\ln {\frac {\Lambda }{m}}\right)+{\text{конечные члены}}\,,}
где {\displaystyle e_{0}} — голый заряд, {\displaystyle r} — расстояние до заряда, {\displaystyle m} — масса электрона, {\displaystyle \Lambda } — параметр, отвечающий за ультрафиолетовое обрезание, который ограничивает импульсы частиц при расчёте амплитуды рассеяния. Несмотря на то, что математически это выражение расходится, но для того, чтобы эта поправка сравнялась по величине с главным членом, нужна масса {\displaystyle \Lambda } ~ 10250 г, что по величине превышает массу Вселенной. Голый (или затравочный) заряд не наблюдаем сам по себе, поскольку окружён заряженными виртуальными частицами, которые экранируют этот заряд. В реальности на больших расстояниях наблюдается другой физический заряд {\displaystyle e_{\text{физ}}}, который можно посчитать более точно с учётом многопетлевых диаграмм:
{\displaystyle e_{\text{физ}}^{2}\approx {\frac {e_{0}^{2}}{1+{\frac {e_{0}^{2}}{6\pi ^{2}}}\ln {\frac {\Lambda }{m}}}}\,.}
Это выражение оказывается конечным при любом значении {\displaystyle \Lambda \,.} Если его переписать в виде
{\displaystyle e_{0}^{2}\approx {\frac {e_{\text{физ}}^{2}}{1-{\frac {e_{\text{физ}}^{2}}{6\pi ^{2}}}\ln {\frac {\Lambda }{m}}}}\,,}
то можно заметить, что при некотором значении {\displaystyle \Lambda } (полюс Ландау) голый заряд становится бесконечным.

#### Ренормализационная группа
Ренормализационная группа, разработанная Кеннетом Уилсоном, представляет собой математический аппарат, используемый для изучения изменений физических параметров (коэффициентов в лагранжиане), когда система рассматривается на различных масштабах. Способ, в котором каждый параметр изменяется в зависимости от масштаба, описывается её β-функцией. Корреляционные функции, которые лежат в основе количественных предсказаний, изменяются в зависимости от масштаба в соответствии с уравнением ренормгруппы.
Например, константа связи в КЭД, а именно элементарный заряд e, имеет следующую β-функцию:
{\displaystyle \beta (e)\equiv {\frac {1}{\Lambda }}{\frac {de}{d\Lambda }}={\frac {e^{3}}{12\pi ^{2}}}+O(e^{5}),}
где Λ — масштаб энергии, в котором выполняется измерение e. Это дифференциальное уравнение означает, что наблюдаемый элементарный заряд увеличивается с увеличением масштаба. Перенормированная константа связи, которая изменяется в зависимости от масштаба энергии, также называется бегущей константой связи.
Константа связи g в квантовой хромодинамике, неабелевой калибровочной теории, основанной на группе симметрии SU(3), обладает следующей β-функцией:
{\displaystyle \beta (g)\equiv {\frac {1}{\Lambda }}{\frac {dg}{d\Lambda }}={\frac {g^{3}}{16\pi ^{2}}}\left(-11+{\frac {2}{3}}N_{f}\right)+O(g^{5}),}
где Nf — количество ароматов кварка. В случае, когда Nf ≤ 16 (для Стандартной модели Nf = 6), константа связи g уменьшается с увеличением масштаба энергии. Следовательно, в то время как сильное взаимодействие является сильным при низких энергиях, оно становится очень слабым при высоких энергиях — явление, известное как асимптотическая свобода.
Конформные теории поля (КТП) — это специальные КТП, допускающие конформную симметрию. Они нечувствительны к изменениям масштаба, так как все их константы связи имеют исчезающе малую β-функцию. Однако обратное неверно — исчезновение всех β-функций не означает конформной симметрии теории. Примеры включают теорию струн и N = 4 суперсимметричную теорию Янга — Миллса.
Согласно представлению Уилсона, каждая КТП в основе ограничена по энергии Λ, то есть теория не справедлива при энергиях выше, чем Λ, и все степени свободы выше шкалы Λ не должны учитываться. Например, граница может быть обратной величиной к атомному расстоянию в конденсированной среде, а в физике элементарных частиц она может быть связана с фундаментальной «зернистостью» пространства-времени, вызванной квантовыми флуктуациями гравитации. Масштаб границы в теориях взаимодействия частиц лежит далеко за пределами текущих экспериментов. Даже если теория была бы очень сложной на этом масштабе, до тех пор, пока её связи достаточно слабы, она должна описываться при низких энергиях с помощью перенормируемой эффективной теории поля. Разница между перенормируемыми и неперенормируемыми теориями состоит в том, что первые нечувствительны к деталям взаимодействий при высоких энергиях, в то время как последние не зависят от них. Согласно этой точки зрения, неперенормируемые теории следует рассматривать как низкоэнергетические эффективные теории какой-то более фундаментальной теории. Неспособность избежать ограничения Λ из расчётов в такой теории просто указывает на то, что новые физические явления появляются на масштабах, больших Λ, где необходима новая теория.

## Другие теории
Процедуры квантования и перенормировки, описанные в предыдущих разделах, выполняются для свободной теории поля и ϕ4 теории действительного скалярного поля. Аналогичный процесс можно рассмотреть для других типов полей, включая комплексное скалярное поле, векторное поле и поле Дирака, а также для других типов членов взаимодействия, включая электромагнитное взаимодействие и взаимодействие Юкавы.
Например, квантовая электродинамика содержит поле Дирака ψ, представляющее электронное поле, и векторное поле Aμ, представляющее электромагнитное (фотонное) поле. Несмотря на свое название, квантовое электромагнитное «поле» соответствует классическому электромагнитному 4-потенциалу, а не классическим электрическим и магнитным полям. Полная плотность лагранжиана КЭД равна
{\displaystyle {\mathcal {L}}={\bar {\psi }}(i\gamma ^{\mu }\partial _{\mu }-m)\psi -{\frac {1}{4}}F_{\mu \nu }F^{\mu \nu }-e{\bar {\psi }}\gamma ^{\mu }\psi A_{\mu },}
где γμ — матрицы Дирака, {\displaystyle {\bar {\psi }}=\psi ^{\dagger }\gamma ^{0}}, а {\displaystyle F_{\mu \nu }=\partial _{\mu }A_{\nu }-\partial _{\nu }A_{\mu }} — тензор электромагнитного поля. Параметрами в этой теории являются масса (голого) электрона m и (голый) элементарный заряд e. Первое и второе слагаемые в плотности лагранжиана соответствуют свободному полю Дирака и свободному векторному полю соответственно. Последний член описывает взаимодействие между электронным и фотонным полями, которое рассматривается как возмущение в теории без взаимодействия.
КТП хоть и имеет дело с переменным количеством частиц, но в основном отвечает на вопросы, связанные с рассеянием элементарных частиц. Однако задачи, которые ставит перед КТП космология Большого взрыва и астрофизика звёзд (состояние вещества нейтронной звезды), имеют дело с большим количеством реальных частиц при экстремальных условиях. В этом случае нужно применять квантовую теорию поля при конечной температуре, которая, помимо КТП, использует также язык статистической физики и термодинамики.

### Нелокальная квантовая теория поля
Рассматриваемая квантовая теория поля локальна, то есть значения поля и координаты частиц можно указать точно и описать их взаимодействие в этой точке. Это приводит к расходимостям при малых расстояниях, которые впоследствии устраняются в рамках теории перенормировок. Если же предположить существование некоторой фундаментальной длины, которая ограничивает наше знание о координатах, то можно построить нелокальную квантовую теорию поля. Взаимодействия рассматриваемых квантовых полей происходят не в точке, а в области пространства. Это предположение позволяет избежать ультрафиолетовых расходимостей.

### Топологическая квантовая теория поля
Корреляционные функции и физические предсказания КТП зависят от метрики пространства-времени gμν. Для специального класса КТП, называемых топологическими квантовыми теориями поля (ТКТП), все корреляционные функции не зависят от непрерывных изменений в метрике пространства-времени. КТП в искривлённом пространстве-времени обычно изменяются в соответствии с геометрией (локальной структурой) пространства-времени, в то время как ТКТП инвариантны относительно диффеоморфизмов пространства-времени, но чувствительны к топологии (глобальной структуре) пространства-времени. Это означает, что все результаты вычислений ТКТП являются топологическими инвариантами основного пространства-времени. Теория Черна — Саймонса, которая является одним из примеров ТКТП, использовалась для построения моделей квантовой гравитации. Применения ТКТП включают дробный квантовый эффект Холла и топологические квантовые компьютеры. Траектория мировой линии для частиц с дробным зарядом (известных как энионы) может формировать узлы в пространстве-времени. Топологические квантовые теории поля (ТКТП), применимые к передовым исследованиям топологических квантовых материй, включают калибровочные теории Черна — Саймонса — Виттена в пространственно-временных измерениях 2 + 1, другие новые экзотические ТКТП в пространственно-временных измерениях 3 + 1 и за их пределами.

### Суперсимметрия
Все экспериментально известные симметрии в природе связывают бозоны с бозонами, а фермионы с фермионами. Теоретики выдвинули гипотезу о существовании нового типа симметрии, называемой суперсимметрией, которая связывает бозоны и фермионы.
Стандартная модель подчиняется симметрии Пуанкаре, генераторами которой являются пространственно-временные трансляции Pμ и преобразования Лоренца Jμν. В дополнение к этим генераторам суперсимметрия в (3 + 1)-мерном пространстве включает дополнительные генераторы Qα, называемые суперзарядами, которые сами преобразуются как фермионы Вейля. Группа симметрии, порождённой всеми этими генераторами, известна как супергруппа Пуанкаре. В общем случае может существовать более одного набора генераторов суперсимметрии, QαI, I = 1, ..., N, которые порождают соответствующую суперсимметрию N = 1, N = 2 и так далее. Суперсимметрию также можно построить в других измерениях, в первую очередь в (1 + 1)-пространстве для её применения в теории суперструн.
Лагранжиан суперсимметричной теории должен быть инвариантным относительно действия супергруппы Пуанкаре. Примеры таких теорий включают в себя минимальную суперсимметричную стандартную модель (МССМ), N = 4 суперсимметричную теорию Янга — Миллса и теорию суперструн. В суперсимметричной теории у каждого фермиона есть бозонный суперпартнёр и наоборот.
Если суперсимметрия превращается в локальную симметрию, то результирующая калибровочная теория является расширением общей теории относительности, называемой супергравитацией.
Суперсимметрия — потенциальное решение многих современных проблем физики. Например, проблема иерархии Стандартной модели — почему масса бозона Хиггса не перенормируется до очень большого масштаба, такого как масштаб великого объединения, — может быть решена путём введения суперпартнёра бозона Хиггса — хиггсино. Радиационные поправки, обусловленные петлями бозона Хиггса в диаграммах Фейнмана, компенсируются соответствующими петлями хиггсино. Суперсимметрия также предлагает ответы на великое объединение всех калибровочных констант связи в Стандартной модели, а также на природу тёмной материи.
Тем не менее, по состоянию на 2021 год, экспериментальных доказательств существования суперсимметричных частиц не найдено. Если бы суперсимметрия была истинной симметрией природы, то она должна нарушаться, и энергия нарушения этой симметрии должна быть больше энергии, достижимой в современных экспериментах.

### Другое пространство-время
В физике конденсированного состояния КТП используется для описания (2 + 1)-мерных электронных газов. В физике высоких энергий теория струн представляет собой тип (1 + 1)-мерной КТП, в то время как теория Калуцы — Клейна использует гравитационную силу в дополнительных измерениях, чтобы получить калибровочную теорию с более низкой размерностью.
В пространстве Минковского плоская метрика ημν используется для поднятия и опускания индексов пространства-времени в лагранжиане, заданному по следующему правилу:
{\displaystyle A_{\mu }A^{\mu }=\eta _{\mu \nu }A^{\mu }A^{\nu },\quad \partial _{\mu }\phi \partial ^{\mu }\phi =\eta ^{\mu \nu }\partial _{\mu }\phi \partial _{\nu }\phi \,,}
где ημν — обратная к ημν удовлетворяющая соотношению ημρηρν = δμν. С другой стороны, для КТП в искривлённом пространстве-времени используется общая метрика (такая как метрика Шварцшильда, описывающая метрику чёрной дыры):
{\displaystyle A_{\mu }A^{\mu }=g_{\mu \nu }A^{\mu }A^{\nu },\quad \partial _{\mu }\phi \partial ^{\mu }\phi =g^{\mu \nu }\partial _{\mu }\phi \partial _{\nu }\phi \,,}
где gμν — величина, обратная к gμν. Для действительного скалярного поля плотность лагранжиана на общем пространстве-времени равна
{\displaystyle {\mathcal {L}}={\sqrt {|g|}}\left({\frac {1}{2}}g^{\mu \nu }\nabla _{\mu }\phi \nabla _{\nu }\phi -{\frac {1}{2}}m^{2}\phi ^{2}\right)\,,}
где g = det(gμν) (det — детерминант), а символ ∇μ обозначает ковариантную производную.

### Квантовая теория поля в искривлённом пространстве-времени
Квантовая теория поля в искривлённом пространстве-времени является расширением квантовой теории поля из пространства-времени Минковского в общее искривлённое пространство-время . Эта теория рассматривает пространство-время как фиксированный классический фон, давая при этом квантово-механическое описание материи и энергии, распространяющихся через это пространство-время. Общее предсказание этой теории состоит в том, что частицы могут создаваться нестационарными гравитационными полями, или независимыми от времени гравитационными полями, которые содержат горизонты событий. Наиболее известным примером последнего является явление излучения Хокинга, которое излучается чёрными дырами. Последнее можно понимать как проявление эффекта Унру, когда ускоряющийся наблюдатель наблюдает излучение абсолютно чёрного тела. Другие предсказания квантовых полей в искривлённых пространствах включают, например, излучение, испускаемое частицей, движущейся по геодезической.
Это позволяет учесть некоторые существенные гравитационные эффекты, хотя и не является последовательной теорией квантовой гравитации. Квантовая теория поля в искривлённом пространстве-времени справедлива в области, где искривление пространства-времени мало по сравнению с планковскими масштабами.

### Пертурбативные и непертурбативные методы
Используя теорию возмущений, общий эффект малого члена взаимодействия можно аппроксимировать разложением в ряд по числу виртуальных частиц, участвующих во взаимодействии. Каждый член в расширении можно понимать как один из возможных способов взаимодействия (физических) частиц друг с другом через виртуальные частицы, визуально выраженный с помощью диаграммы Фейнмана. Электромагнитная сила между двумя электронами в КЭД представлена (в первом порядке теории возмущений) распространением виртуального фотона. Аналогичным образом бозоны W и Z переносят слабое взаимодействие, а глюоны переносят сильное взаимодействие. Интерпретация взаимодействия как суммы промежуточных состояний, включающих обмен различными виртуальными частицами, имеет смысл только в рамках теории возмущений. Напротив, непертурбативные методы в КТП рассматривают взаимодействующий лагранжиан как единое целое без какого-либо разложения в ряд. Вместо частиц, несущих взаимодействия, эти методы породили такие концепции, как монополь 'т Хоофта — Полякова, доменная стенка, трубка потока и инстантон. Примеры КТП, которые полностью разрешимы непертурбативно, включают минимальные модели конформной теории поля и модель Тирринга.

## Математическое обоснование
Несмотря на существенный прогресс в физике элементарных частиц и физике конденсированного состояния, самой КТП не хватает формальной математической основы. Например, согласно теореме Хаага, не существует чётко определённого представления взаимодействия для КТП, что означает, что теория возмущений КТП, лежащая в основе метода диаграмм Фейнмана, не определена. Однако пертурбативную КТП, которая требует только вычисления величин как формальных степенных рядов без каких-либо требований сходимости, можно трактовать строго математически. В частности, монография К. Костелло «Перенормировка и эффективная теория поля» (англ. Renormalization and Effective Field Theory) приводит строгую формулировку пертурбативной перенормировки, которая сочетает в себе подходы эффективной теории поля Каданова, Уилсона и Полчинского, а также подход Баталина — Вилковыского к квантованию калибровочных теорий. Более того, пертурбативные методы интегралов по траекториям, обычно понимаемые как формальные вычислительные методы, вдохновлённые конечномерной теорией интегрирования, могут получить надёжную математическую интерпретацию на основе их конечномерных аналогов.
С 1950-х годов физики-теоретики и математики пытались сформулировать КТП в виде набора аксиом, чтобы математически строгим образом установить существование конкретных моделей релятивистских КТП и изучить их свойства. Это направление исследований называется конструктивной квантовой теорией поля, подразделом математической физики, которое привело к таким результатам, как CPT-теорема, теорема о связи спина и статистики и теорема Голдстоуна, а также к математически строгим конструкциям многих КТП с взаимодействием в двух и трёх измерениях пространства-времени, например, двумерных скалярных теорий поля с произвольными полиномиальными взаимодействиями, трёхмерных скалярных теорий поля с взаимодействием четвёртой степени и так далее.
По сравнению с обычной КТП, топологическая квантовая теория поля и конформная теория поля корректно обосновываются математически — обе могут быть классифицированы в рамках представлений кобордизмов.
Алгебраическая квантовая теория поля — это ещё один подход к аксиоматизации КТП, в котором фундаментальными объектами являются локальные операторы и алгебраические отношения между ними. Аксиоматические системы, следующие этому подходу, включают аксиомы Уайтмана и аксиомы Хаага — Кастлера. Одним из способов построить теории, удовлетворяющие аксиомам Уайтмана, является использование аксиом Остервальдера — Шредера, которые дают необходимые и достаточные условия для теории в действительном времени, для вывода из теории с мнимым временем с помощью аналитического продолжения (поворота Вика).
Существование теории Янга — Миллса и щели в спектре масс — одна из проблем, связанных с Премией тысячелетия, — касается чётко определённого существования теорий Янга — Миллса, следующих из вышеупомянутых аксиом.

### Аксиоматическая квантовая теория поля
Из-за проблем с расходимостями возникла потребность создания математически строгой КТП. Этот подход получил название аксиоматической квантовой теории поля, когда в основе лежит набор аксиом, обобщающих набор экспериментальных фактов, а вся последующая теория строится строгим математическим образом. Среди аксиом должны быть аксиома релятивистской инвариантности, аксиома локальности или причинности, аксиома спектральности (о положительной энергии всех частиц). Аксиоматические подходы отличаются друг от друга выбором исходных физических величин. Предложенный в 1955 году Н. Н. Боголюбовым подход в качестве основного физического объекта использовал матрицу рассеяния. В подходе А. Уайтмана (1956) в качестве такого объекта рассматривается взаимодействующее квантованное поле. Наиболее общий алгебраический подход (Р. Хааг, X. Араки, Д. Кастлер) использует набор всех возможных наблюдаемых. В рамках аксиоматического подхода получены новые доказательства CPT-теоремы и теоремы о связи спина со статистикой.